# Festas de São Firmino

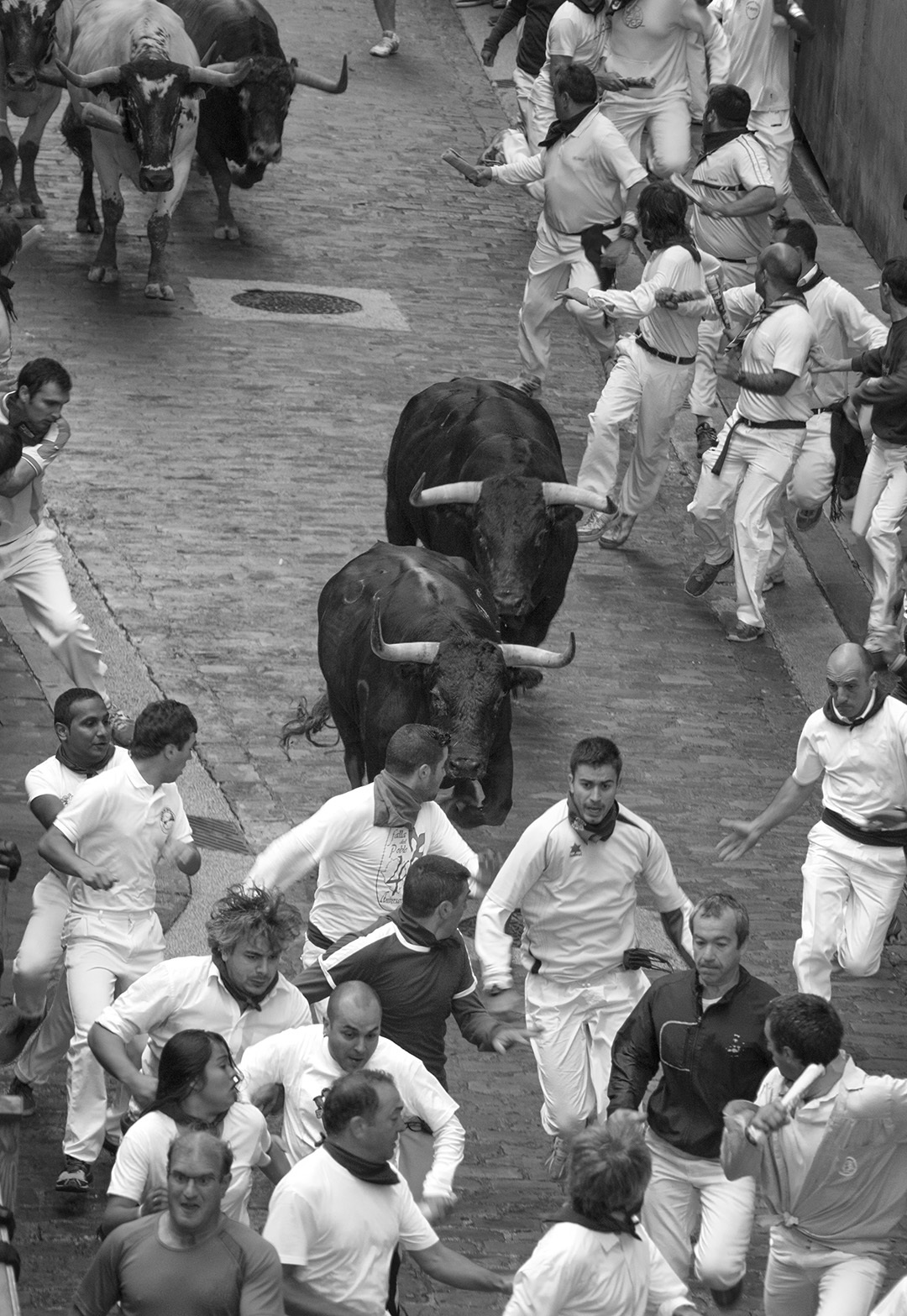
Um encierro nos Sanfermines de 2014

As Festas de São Firmino (em castelhano: Fiestas de San Fermín ou, mais popularmente e de forma praticamente oficial, Sanfermines; em basco: Sanferminak) são as festas em honra a São Firmino, que se realizam em Pamplona, no norte de Espanha, todos os anos entre 6 e 14 de julho. São Firmino foi um santo natural da cidade, padroeiro da diocese e co-padroeiro de Navarra.
Os festejos começam dia 6 de julho, ao meio-dia em ponto, com o chupinazo (lançamento de foguete) da sacada do Palácio Consistorial (sede do governo municipal), e terminam à meia-noite de 14 de julho com a canção de despedida “Pobre de Mí”. Uma das atividades mais famosas dos Sanfermines é o encierro, que consiste numa corrida de touros ao longo de um percurso de 849 metros por três ruas do centro histórico de Pamplona, que culmina na praça de touros da cidade. Os encierros realizam-se todos os dias entre 7 e 14 de julho às 8 horas da manhã e normalmente duram três a quatro minutos. Entre 1922 e 2009 morreram 15 pessoas nos encierros dos Sanfermines.
As festas têm origem antiga, de séculos, mas a sua fama mundial é um fenómeno mais recente, da primeira metade do século XX. O escritor norte-americano Ernest Hemingway foi um dos que mais contribuíram para propagar essa fama com seu livro “The Sun Also Rises”, cuja maior parte da narrativa decorre em Pamplona durante os Sanfermines. É uma das festas de Espanha mais célebres a nível mundial, que frequentemente é mencionada em listas de "festas a não perder" ou "festas mais impressionantes do mundo", e atrai à cidade (que tem cerca de 200 000 habitantes) mais de um milhão e meio de visitantes. Em 2012, o programa oficial das festas incluiu 431 eventos, nos quais foram gastos 2,4 milhões de euros, 8% menos do que no ano anterior.

## História

### São Firmino

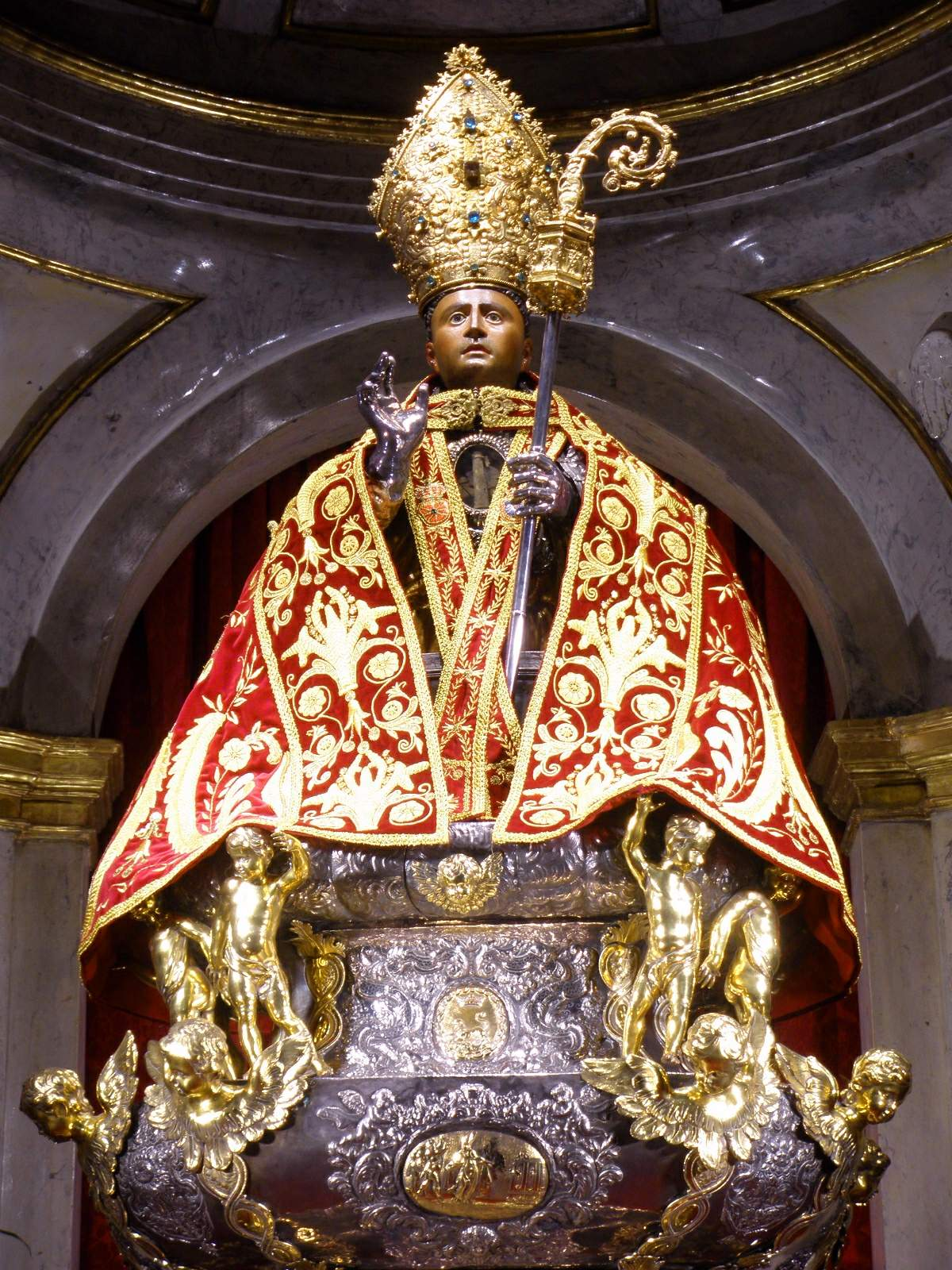
Imagem de São Firmino na sua capela, na Igreja de São Lourenço de Pamplona

Segundo a tradição, São Firmino teria sido o filho de um romano de estatuto senatorial em Pamplona no século III, que foi convertido ao cristianismo por Santo Honesto, um discípulo de São Saturnino. Teria sido batizado por este último (que em Navarra e em França também é conhecido como San Cernin) no lugar conhecido como o "Pocinho de San Cernin") e ordenado sacerdote em Toulouse. Voltou depois a Pamplona como primeiro bispo da cidade. Numa viagem de pregação posterior, São Firmino foi decapitado em Amiens, supostamente em 25 de setembro de 303. Em Pamplona conta-se por vezes que morreu sendo arrastado pelas ruas. É considerado um mártir pela Igreja Católica.
Não há registos escritos de devoção a São Firmino em Pamplona até ao século XII, quando o bispo pamplonês Pedro de Artajona (também conhecido por Pedro de Paris, morto em Pamplona em 1193) elevou à categoria litúrgica as missas em honra ao santo. Possivelmente as procissões de São Firmino, o ponto mais alto da componente religiosa dos Sanfermines, começaram a realizar-se nessa altura. Foi esse mesmo bispo que em 1187 levou de Amiens para Pamplona a primeira relíquia do santo.
Juntamente com São Francisco Xavier, é o co-padroeiro de Navarra. A imagem do santo que simboliza as festas é guardada numa capela construída em seu nome na Igreja de São Lourenço, que foi inaugurada em 7 de julho de 1717. O santo é carinhosamente chamado santo morenico ("santo moreninho"), possivelmente devido à sua imagem em São Lourenço o apresentar com uma tez bastante escura.

### Origens das festas
As festas têm origem na combinação de dois eventos medievais distintos. As feiras comerciais seculares realizavam-se no início do verão. Como os comerciantes de gado iam para a cidade com os seus animais, começaram a organizar-se touradas e tornaram-se parte da tradição. Os registos mais antigos dessas touradas são do século XIV. As cerimónias religiosas em honra ao santo tinham lugar em 10 de outubro, como acontecia em Amiens. As festas de verão, de caráter cada vez mais profano, tinham lugar em 25 de julho, dia do apóstolo Santiago Maior, quando o clima era mais propício para essas atividades do que outubro. No final do século XVI as autoridades civis solicitaram à Igreja que o dia de São Firmino fosse transferido para 7 de julho, o dia de uma grande feira. O pedido que foi aprovado pelo sínodo da diocese local em 1590, quando era bispo Bernardo de Rojas y Sandoval. Esta mudança de data é considerada o início dos Sanfermines, que foram realizados pela primeira vez em julho no ano de 1591. A institucionalização mais definitiva da componente religiosa das festas ocorreu em 1717, com a inauguração da capela do santo em São Lourenço. Durante a Idade Média, os eventos festivos incluíam um discurso de abertura, música, torneios, teatro, touradas, danças e fogo de artifício e duravam dois dias.

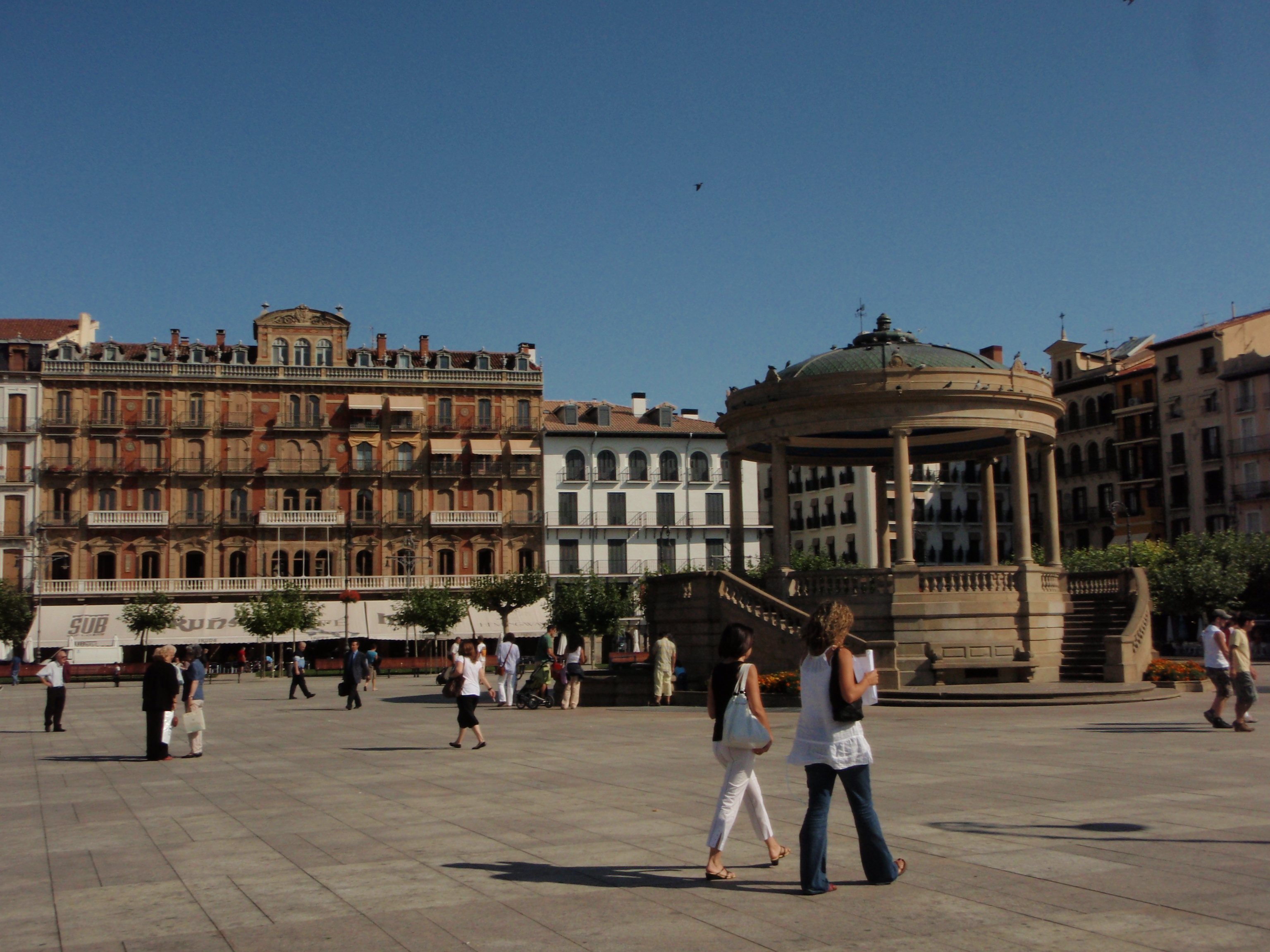
Praça do Castelo, local onde eram realizadas as touradas até ao século XVII

As primeiras menções a uma praça de touros surgem em crónicas dos séculos XVII e XVIII, juntamente com a presença de estrangeiros e as preocupações com abuso de consumo de bebidas alcoólicas e comportamentos dissolutos durante as festas. Por ainda não existirem as cercas que atualmente são montadas no percurso do encierro, por vezes havia touros que se escapavam para outras ruas.
A primeira praça de touros permanente e oficial foi construída em 1844 ou 1852. Antes disso, as touradas decorriam na Praça do Castelo. Por ordem do vice-rei, os ganadeiros navarros eram obrigados a entregar os seus melhores touros para as Festas de São Firmino. Em 1683 foi construída na Praça do Castelo a Casa de los Toriles ("Casa dos Touris"), onde os animais que participavam na tourada da tarde eram guardados até serem lidados. Durante alguns anos, a tourada foi realizada na Praça do Vínculo e não na Praça do Castelo. Na primeira metade do século XIX e até ser inaugurada a primeira praça de touros fixa, as touradas começaram a ser realizadas em praças de touros desmontáveis.

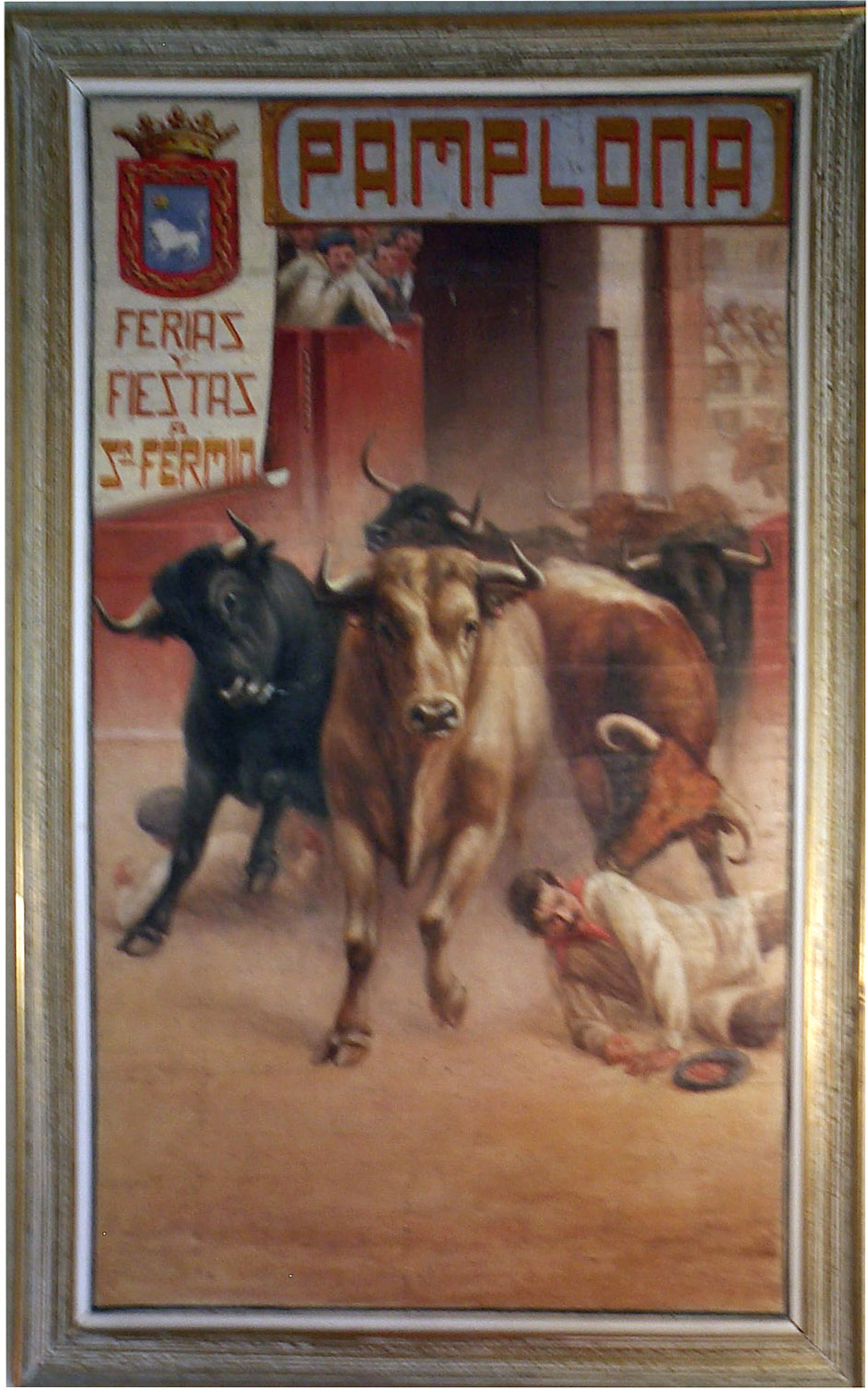
Pintura a óleo de Julián Alcaraz de 1911 que serviu de base para o cartaz dos Sanfermines de 1911

Em 1754 e 1758 as touradas estiveram proibidas em Espanha devido a vários motivos, como a escassez de carne, mas o Ayuntamiento de Pamplona conseguiu que fosse aberta uma exceção para as touradas dos Sanfermines alegando que havia carne de sobra em Navarra. Durante a Guerra da Independência Espanhola (Guerra Peninsular), no início do século XIX, não houve festas, apenas se realizando as tradicionais Vésperas (Vísperas) em honra de São Firmino com a presença das autoridades municipais.
Não se sabe em que altura começaram a ser feitos encierros. O médico forense pamplonês Luis del Campo Jesús (1912–1995), conhecido como "o historiador do encierro" concordava com a afirmação dos regedores de 1787 que «o espetáculo de correr touros é tão antiga em Pamplona que não se descobre o princípio». Inicialmente, os touros eram levados para a cidade de madrugada pelos açougueiros, que eram acompanhados a cavalo por representantes do município. Após a construção do touril na Praça do Castelo, no último quartel do século XVII, os touros começaram a ser levados pelas ruas pelos jovens pamplonicas (pamploneses) desde extramuros. O percurso destes primeiros encierros entrava na cidade pela porta de Rochapea e percorria a rua de Santo Domingo, Praça da Fruta e rua do Chapitel antes de chegar à Praça do Castelo.
A tradição dos participantes no encierro entoarem três vezes a canção “A San Fermín pedimos...” para pedir a proteção do santo foi iniciada em 1962. A canção é um trecho do hino da La Única a peña sanferminera mais antiga de Pamplona.
A comparsaria de gigantones e cabeçudos, que desfila todos os dias de festa foi criada em meados do século XIX, retomando uma tradição de gigantones e cabeçudos nas festas que remonta pelo menos à primeira década do século XVII, mas que foi interrompida em 1780 porque o rei Carlos III de Espanha proibiu que participassem em procissões por constituírem uma distração para a fé.

### Tempos modernos

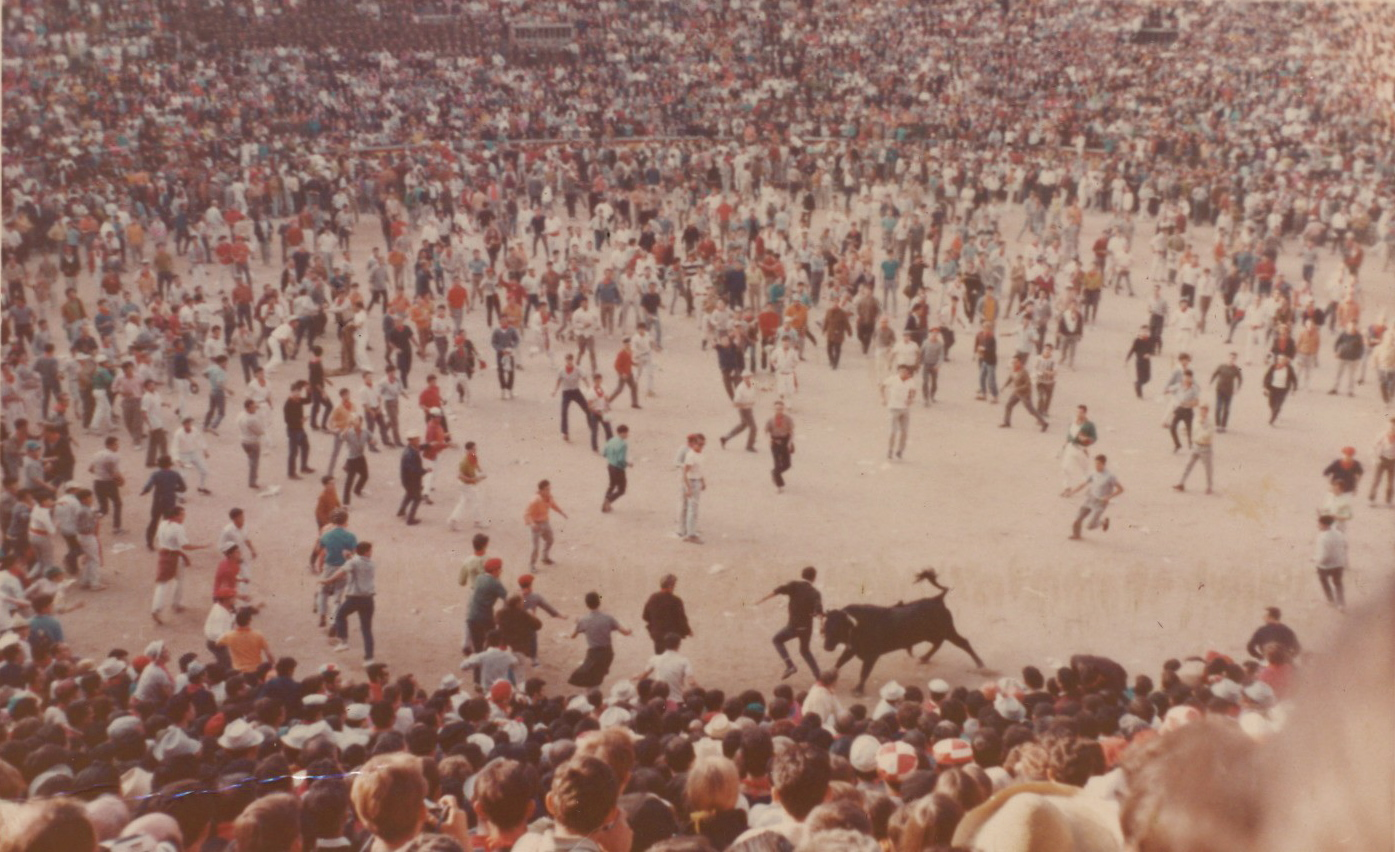
Praça de Touros após um encierro em 1968

A fama mundial dos Sanfermines e o elevadíssimo número de visitantes estrangeiros que todos os anos participam nas festas deve muito às descrições que delas são feitas no romance “O Sol Também se Levanta”, de Ernest Hemingway, e à atividade deste escritor norte-americano como jornalista. Hemingway divertiu-se imenso na sua primeira visita em 1923 e voltou oito vezes, a última delas em 1959. O escritor era um grande aficionado de encierros e touradas, mas nunca participou em nenhumas delas. Algumas partes de Pamplona são famosas devido ao facto do escritor as ter frequentado e referido nos seus escritos, como o Hotel La Perla, onde se diz (erradamente) que se hospedava, ou o Café Iruña, ambos situados na Praça do Castelo. O romance de Hemingway foi adaptado ao cinema com a super-produção “The Sun Also Rises” (“Fiesta” em Portugal e “Agora brilha o sol” no Brasil), que tem cenas com o encierro e com as touradas dos Sanfermines.
Outros visitantes estrangeiros célebres foram, por exemplo, o escritor norte-americano Arthur Miller e a sua última esposa, a fotógrafa Inge Morath, que em 1956 publicou “Fiesta in Pamplona”. Outro escritor  americano, James A. Michener situou um capítulo do seu livro “The Drifters” em Pamplona durante os Sanfermines.

## Eventos de um só dia

### Chupinazo
A abertura das festas é marcada pelo lançamento de um foguete, conhecido localmente como chupinazo (ou txupinazo em basco). O lançamento ocorre ao meio-dia em ponto no dia 6 de julho de uma varanda do Palácio Consistorial, a sede do município, e a ele assistem milhares de pessoas, tanto na pequena praça onde o edifício se situa, que fica completamente apinhada de gente, como em vários locais da cidade onde são montados écrãs gigantes.

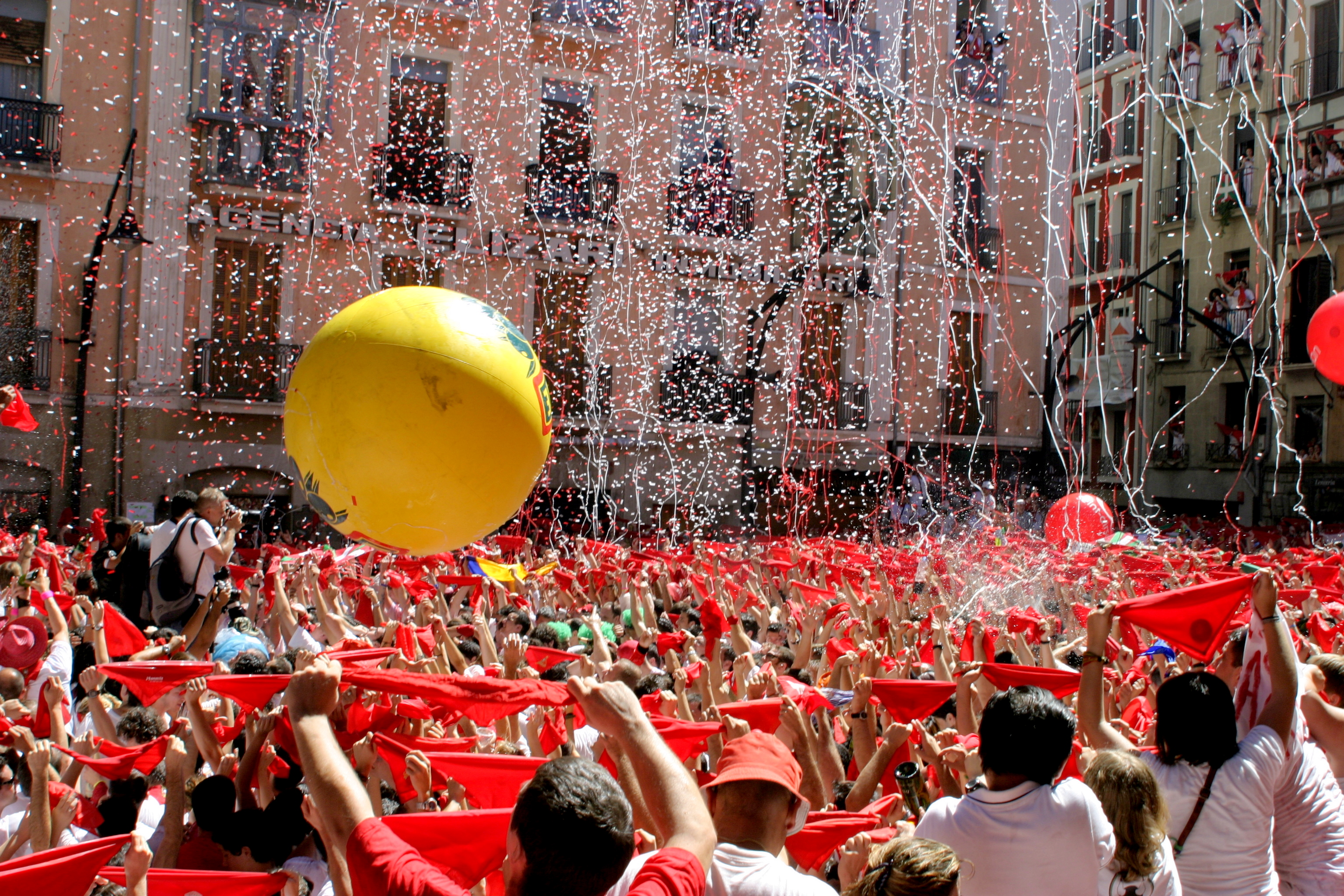
A Praça do Ayuntamiento na altura do chupinazo em 6 de julho de 2008

O chupinazo marca o início oficial das festas. A pessoa que lança o foguete é escolhida pelo alcaide, mas desde 1979 que há a tradição de em cada ano ser um membro do governo municipal, começando no alcaide e passando pelos diferentes partidos, por ordem da sua representação eleitoral. Houve algumas exceções a esta tradição, tendo sido escolhidos para o ato personalidades sem ligações à política em algumas ocasiões, devido a terem-se notabilizado por algo nesse ano. Exemplos de exceções são, por exemplo, um jogador do principal clube local, o Osasuna, ou o presidente da comparsaria de gigantones e cabeçudos quando esta celebrou o seu 150º aniversário.
Desde as primeiras horas da manhã que há um movimento crescente de gente em direção ao centro histórico e aos locais onde estão montados os ecrãs gigantes que transmitem imagens da Praça Consistorial (do ayuntamiento). Todos os pamploneses — desde os avós até ao neto ou bisneto que vai para as festas no carrinho de bebé — e grande parte dos forasteiros vestem-se de pamplonica, ou seja, de camisa e calças ou saias brancas e uma faixa vermelha na cintura. As ruas e praças do centro histórico, principalmente na zona das praças do Castelo e do Ayuntamiento da parte que sobe para a cidadela, enchem-se com uma multidão branca e vermelha durante a manhã. É tradição levar-se vinho, sangria e espumante, que servem tanto para beber como para atirar aos que estão próximos e a quem passa, pelo que o branco vai passando a cor-de-rosa.

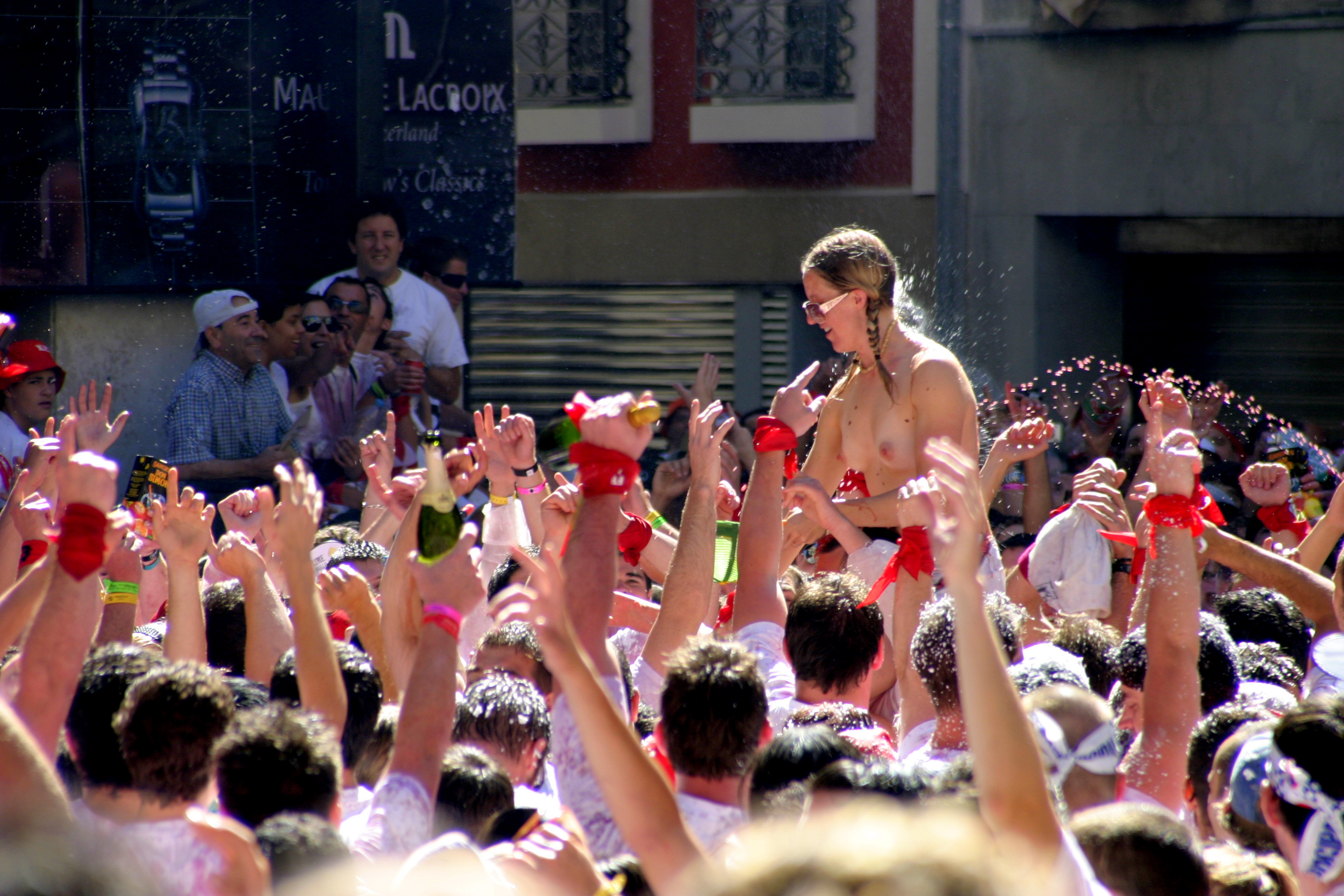
Euforia durante a espera do chupinazo; notem-se a cor das camisolas, que passaram de brancas a rosa devido ao vinho, e os lenços enrolados nos pulsos, que só serão postos após o lançamento do foguete

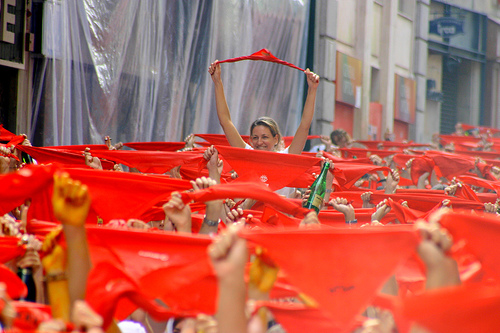
Mar de lenços sanfermineros durante o chupinazo

O álcool contribui para aumentar o entusiasmo e a tensão na Praça Consistorial, que fica completamente apinhada horas antes do chupinazo.
A praça transforma-se num mar de lenços vermelhos segurado com ambas as mãos acima da cabeça. O ruído de cantos, queixumes dos que são pisados e sobretudo gritos em coro “San Fermín, San Fermín!” é ensurdecedor. O auge é atingido quando o foguete é aceso ao mesmo tempo que quem o lança grita «Pamploneses! Pamplonesas! Viva San Fermín! Gora San Fermín!». Explodem então aplausos e gritos por toda a cidade, pelas multidões que assistem ao chupinazo pela televisão e ecrãs gigantes. É nesta altura que o lenço vermelho, o símbolo das festas usado praticamente por toda a gente, até então guardado ou seguro nas mãos, é posto ao pescoço, para só ser retirado no fim das festas. Além do chupinazo, são lançados mais 29 foguetes. Após o evento, os serviços de limpeza municipais recolhem na praça 30 000 kg de vidro.
O chupinazo ocorre desde 1941. No passado, desde há séculos, que o começo das festas era marcado por um desfile das autoridades municipais em direção à Igreja de São Lourenço, onde eram celebradas Vésperas (Vísperas) em honra de São Firmino. O desfile era acompanhado por maceros, gigantones, músicos e público. Em 1901 começaram a ser lançados foguetes espontaneamente na Praça do Castelo Em 1940 o tenente do alcaide (vice-presidente do governo municipal) Joaquín Ilundáin e o jornalista José María Pérez Salazar propuseram ao alcaide que o chupinazo passasse a ser lançado oficialmente da varanda do Palácio Consistorial. No ano seguinte, o primeiro chupinazo foi aceso pelo alcaide.

### Riau-Riau
O Riau-Riau era uma atividade de massas realizado no dia 6 de julho, que consistia num desfile dos membros do conselho municipal desde a sede do município até à capela São Firmino na Igreja de São Lourenço. A marcha era acompanhada com danças ao som da Vals Astrain (Valsa de Astráin), que é uma espécie de hino aos Sanfermines. O nome do desfile tem origem no estribilho da canção (riau-riau). Crê-se que é uma tradição que começou em 1911. Foi retirada do calendário oficial das festas em 1992 devido aos distúrbios à ordem pública que provocava, pois ativistas políticos usavam o Riau-Riau para promover confrontos com as autoridades. Era frequente que o percurso fosse bloqueado por jovens manifestantes e os membros do conselho municipal chegavam a gastar cinco horas para fazer o trajeto de 500 metros até à capela. O Riau-Riau tem sido realizado de forma não oficial sem a participação do conselho municipal. Em 1996 e 2012 foram feitas tentativas para voltar a realizar o evento com participação oficial, mas tal foi cancelado devido a confrontos violentos com alguns participantes.

### Vésperas de São Firmino

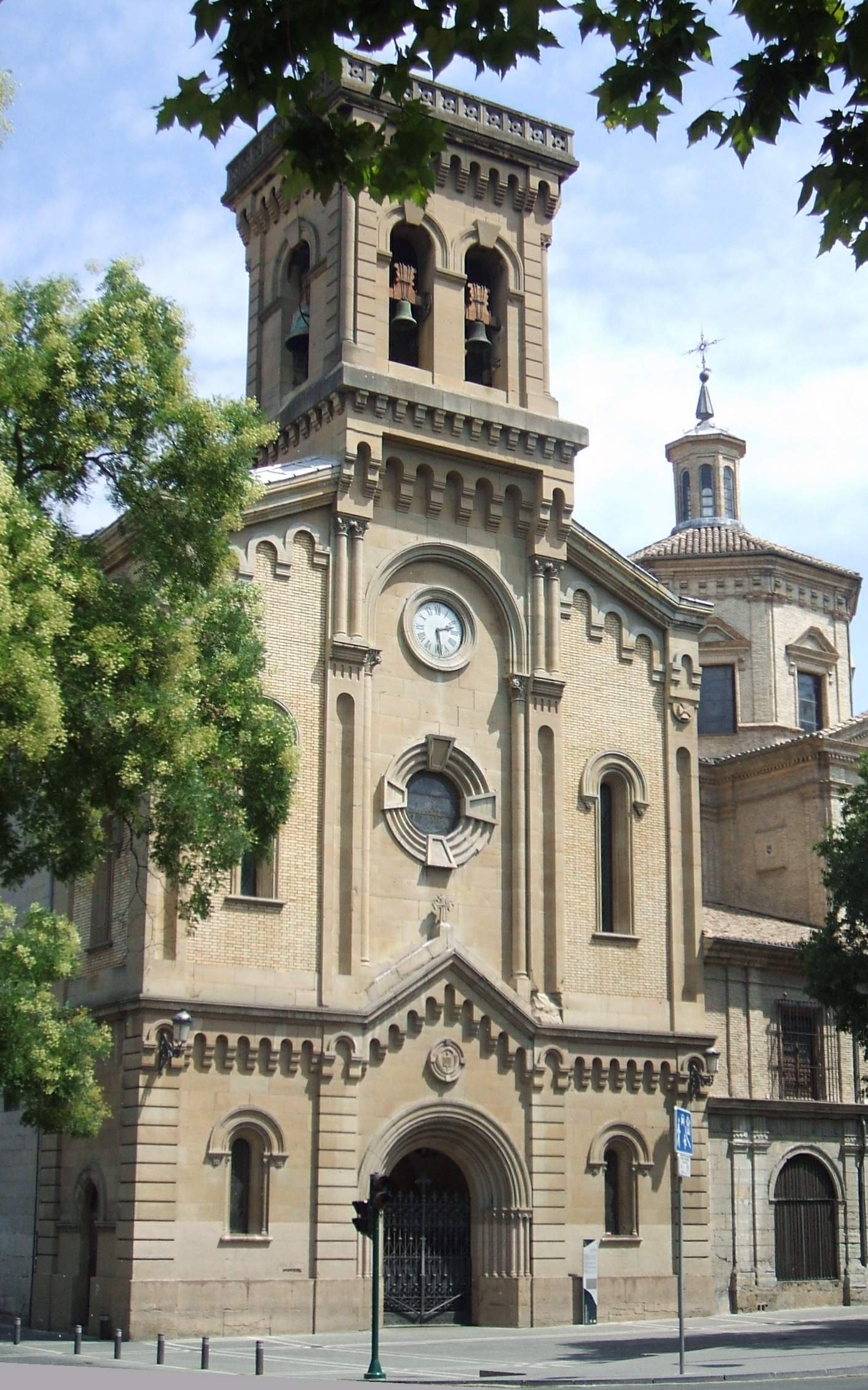
Igreja de São Lourenço, onde se situa a Capela de São Firmino

A seguir ao Riau-Riau, no dia 6 de julho às 20 horas é celebrado primeiro ato religioso das festas, as Vésperas (Vísperas) solenes, que são celebradas em honra de São Firmino na capela do santo na Igreja de São Lourenço. Os membros da Corporación Municipal (os membros do ayuntamiento) assistem à cerimónia em traje de gala. A igreja, com lotação para cerca de 2 000 pessoas, enche-se para assistir à celebração litúrgica, que usualmente dura 45 minutos. O nome completo da cerimónia é Vísperas cantadas de Sanfermin, devido ao facto de serem cantadas. O programa musical é muito rico; tradicionalmente estava a cargo da Capilla de Música de la Catedral de Santa Maria de Pamplona, a Orquestra Santa Cecília e os sopranos (tiples) da Escolanía de Loyola. Mais recentemente, também participam a Orquestra Sinfónica de Navarra e o Coral de Câmara de Pamplona. O repertório incluiu obras de compositores como Mariano García, Fernando Remacha, peças anónimas e algumas cantatas de Johann Sebastian Bach. Geralmente, a comitiva municipal é recebida na igreja com “Cantemos Omnes Domino” de Giacomo Carissimi.

### Procissão de São Firmino
O dia alto das festas é o 7 de julho, dia de São Firmino, quando milhares de pessoas acompanham a imagem do século XV do santo, que sai da sua capela na Igreja de São Lourenço onde está todo o ano e sai em procissão ao som de dulzainas, txistus e caixa e aplausos efusivos de multidões vestidas de branco e vermelho.
A cerimónia começa antes da procissão propriamente dita, com a saída às 9h50m da corporação municipal (membros do governo municipal), em traje de gala, do ayuntamiento rumo à catedral. Ali, ao som dos sinos da catedral, junta-se ao cabido diocesano e vão a pé juntos até à Igreja de São Lourenço. Ao desfile juntam-se então a comparsaria de gigantones e cabeçudos, txistularis, gaiteiros, e outros músicos, maceros, personalidades vestidas de libré, representantes das peñas, dos grémios históricos e da Irmandade da Paixão do Senhor. O andor de São Firmino sai da igreja às 10h30m em direção ao Rincón de la Aduana rodeado da comitiva, seguindo depois pela Rua de San Antón. A procissão é encabeçada pela comparsaria de gigantones e cabeçudos, seguindo-se a Cruz de São Lourenço (Cruz Arcebispal), os grémios dos carpinteiros e lavradores, a Irmandade da Paixão, os clarinetistas, timbaleiros, e txistularis da banda municipal, dantzaris (dançarinos bascos), a imagem do santo, o cabido da catedral, a bandeira da cidade, maceros, a corporação municipal, uma escolta de gala e finalmente a banda musical municipal La Pamplonesa.

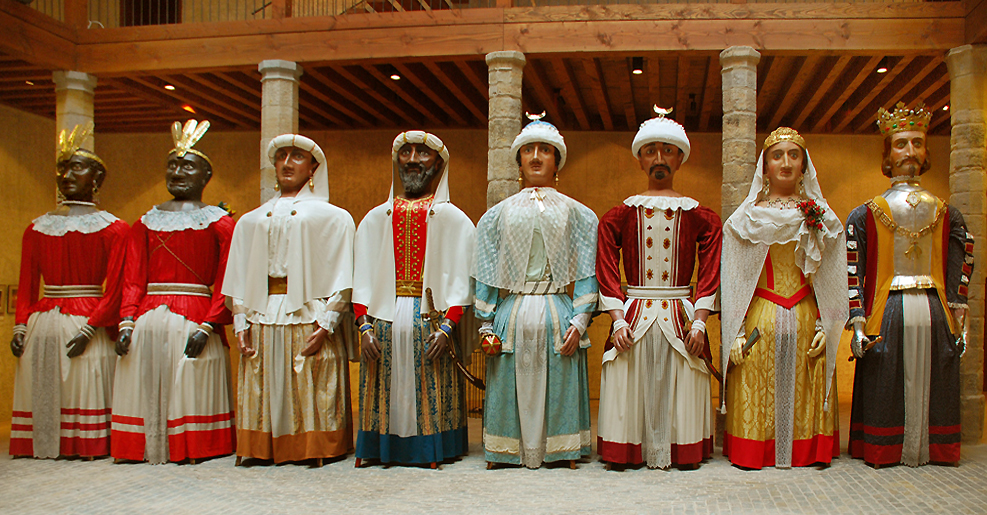
Gigantones da comparsaria de gigantones e cabeçudos de Pamplona

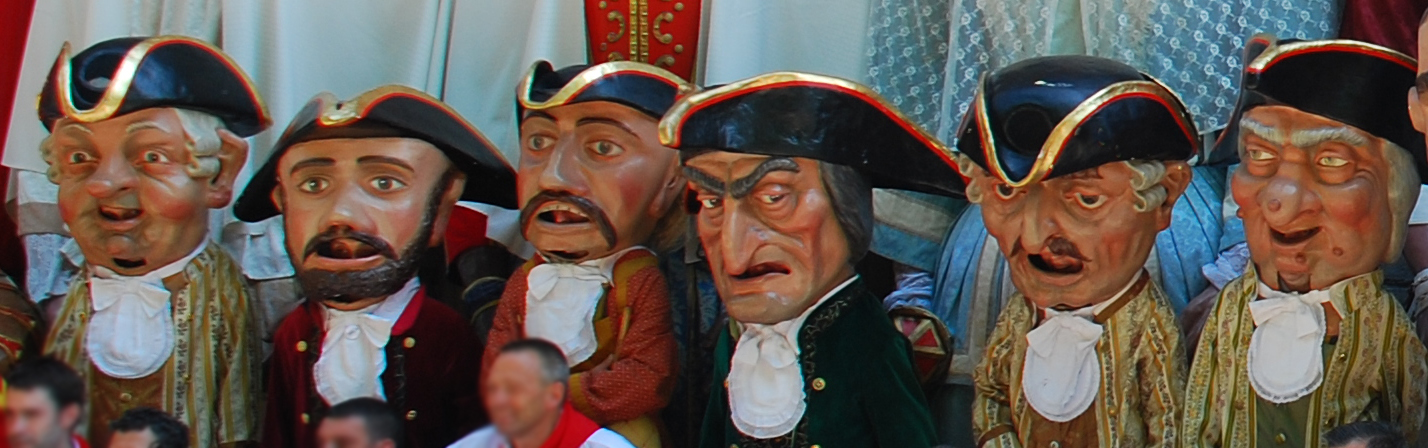
Kilikis da comparsaria de gigantones e cabeçudos

Na Rua de San Antón, ocorrem os dois primeiros momenticos (ou paradicas), o primeiro junto à Taconera, com o grupo Canta et Yanta cantado a jota (canção tradicional) “Quieren todos cantar”, e o segundo no nº 47, onde é cantada outra jota em honra a São Firmino. O cortejo pára na Praça del Consejo para outro momentico, com o Coral Santiago de la Chantrea a cantar a jota “Al Glorioso San Fermín”. A paragem seguinte é no Pocico de San Cernin ("pocinho de São Saturnino"), onde segundo a tradição São Firmino foi batizado por São Saturnino. Ali é dedicada ao santo a canção tradicional basca “Agur Jaunak”, ao mesmo tempo que crianças oferecem rosas ao santo. A procissão regressa a São Lourenço pela Calle Mayor entre aplausos, momentos de silêncio, gritos de "Viva San Fermín" e mais jotas, nomeadamente pelo coro da sociedade gastronómica Napardi e pelos Amigos del Arte. Por volta do meio-dia, a imagem de São Firmino já está de volta à sua capela e começa uma missa solene presidida pelo arcebispo de Pamplona e Tudela, em que participam o Orfeão Pamplonês e a Orquestra Santa Cecília.
Após o fim da missa, a corporação municipal e o cabido vão em cortejo até à catedral, em frente à qual tem lugar outro momentico, a dança dos gigantones no átrio da catedral ao som da música da banda municipal e dos sinos da catedral, um deles, denominado "Maria", o segundo maior sino de Espanha e o maior ainda em uso. Após despedirem-se do cabido, os membros da corporação municipal voltam ao ayuntamiento ao som da zarzuela de 1916 de “El asombro de Damasco”, de Pablo Luna. Na Praça do Ayuntamiento há um espetáculo de dança basca pelos dantzaris do grupo municipal Dugurna.

### Struendo
El Struendo (ou c; estrondo) é um evento não oficial com mais de 50 anos de tradição, que nem sequer tem dia fixo. Geralmente ocorre num dia de semana, para evitar grandes multidões. Um minuto antes da meia-noite os participantes (qualquer um pode participar) juntam-se atrás do ayuntamiento e durante horas percorrem as ruas fazendo o máximo barulho possível, sobretudo com tambores, mas também com tigelas, apitos e outros objetos.

### Octava de San Fermín
É a última cerimónia religiosa das festas, que consiste numa missa na Igreja de São Lourenço. Como na procissão, a corporação municipal desfila vestida de gala desde o ayuntamiento até à igreja, acompanhada pela comparsaria de gigantones e cabeçudos e pela  banda La Pamplonesa. Quando a missa termina, há um cortejo no sentido contrário ao som da zarzuela “El asombro de Damasco”.

### Pobre de Mí

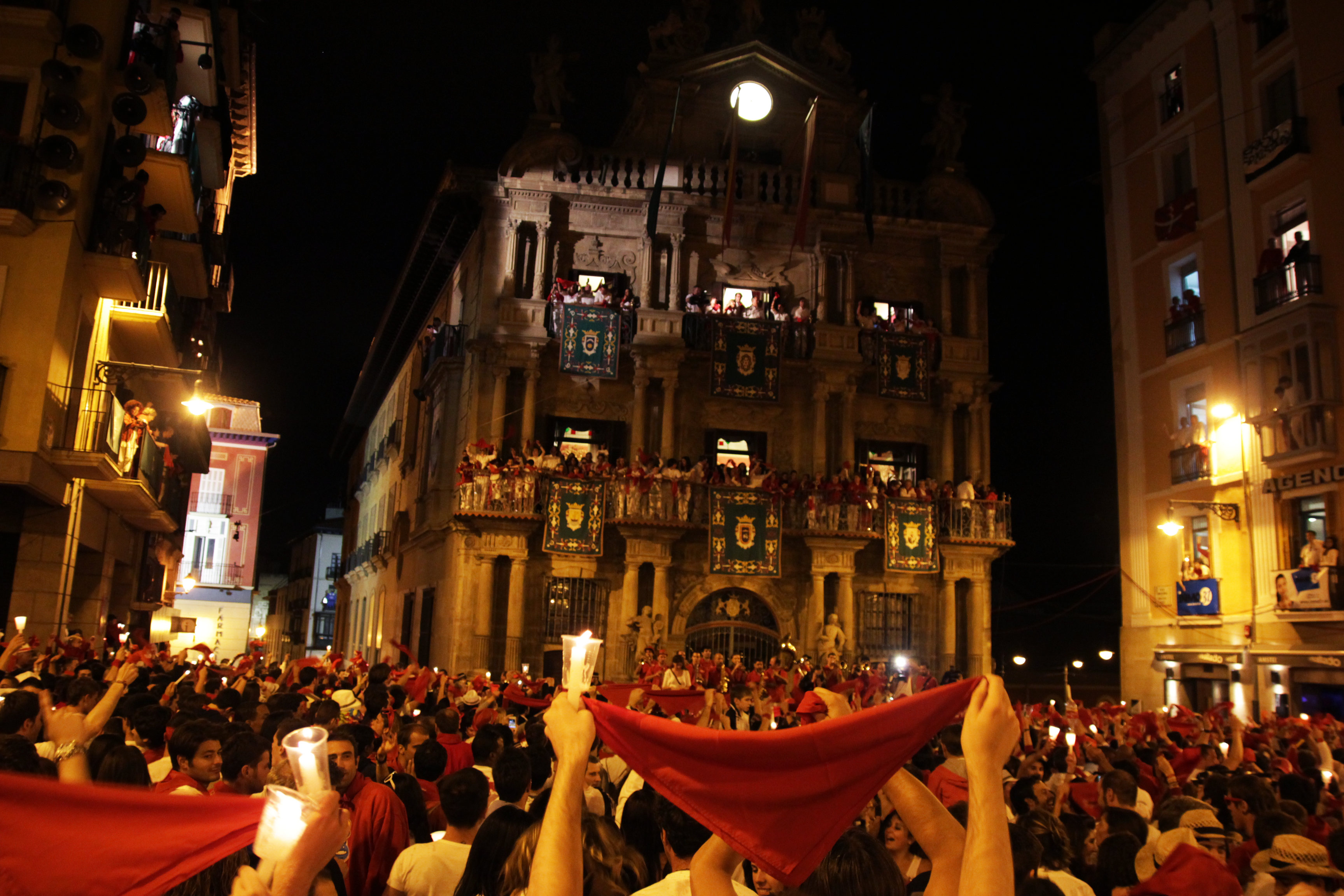
O Pobre de Mí de 2012

Depois de nove dias de festas, o povo de Pamplona junta-se na Praça do Ayuntamiento à meia-noite do dia 14 de julho para o encerramento oficial das festas, cantando em coro, segurando uma vela acesa, a canção melancólica “Pobre de Mí”, cujo refrão é «Pobre de Mí, Pobre de Mí, que se han acabado las fiestas, de San Fermín» ("Pobre de mim, pobre de mim, que se acabaram as festas de San Fermin"). Antes da cerimónia propriamente dita, são cantadas outras canções sanfermineras e em jeito de consolação repete-se o chavão "ya falta menos" ("já falta menos"; subtendendo-se "para os próximos Sanfermines"). À semelhança do que acontece durante o chupinazo, há um curto discurso da varanda do ayuntamiento, que termina com «Pamploneses! Pamplonesas! Terminaram as festas de São Firmino, mas convoco-os para esta mesma praça no próximo dia 6 de julho ao meio dia porque já falta menos para que digamos `Viva San Fermín! Gora San Fermín!´» após o que “Pobre de Mí” é cantado em coro por todos os presentes. No final, todos tiram o lenço vermelho do pescoço.
A tradição do “Pobre de Mí” foi iniciada na década de 1920. Nos últimos anos, começou a esboçar-se outra tradição, a chamada Pañolada a San Fermín — após o “Pobre de Mí”, muitas pessoas saem da Praça do Ayuntamiento  dirigirem-se à Igreja de São Lourenço, onde deixam nas grades da porta o lenço vermelho e uma vela acesa.

### Encierro de la villavesa

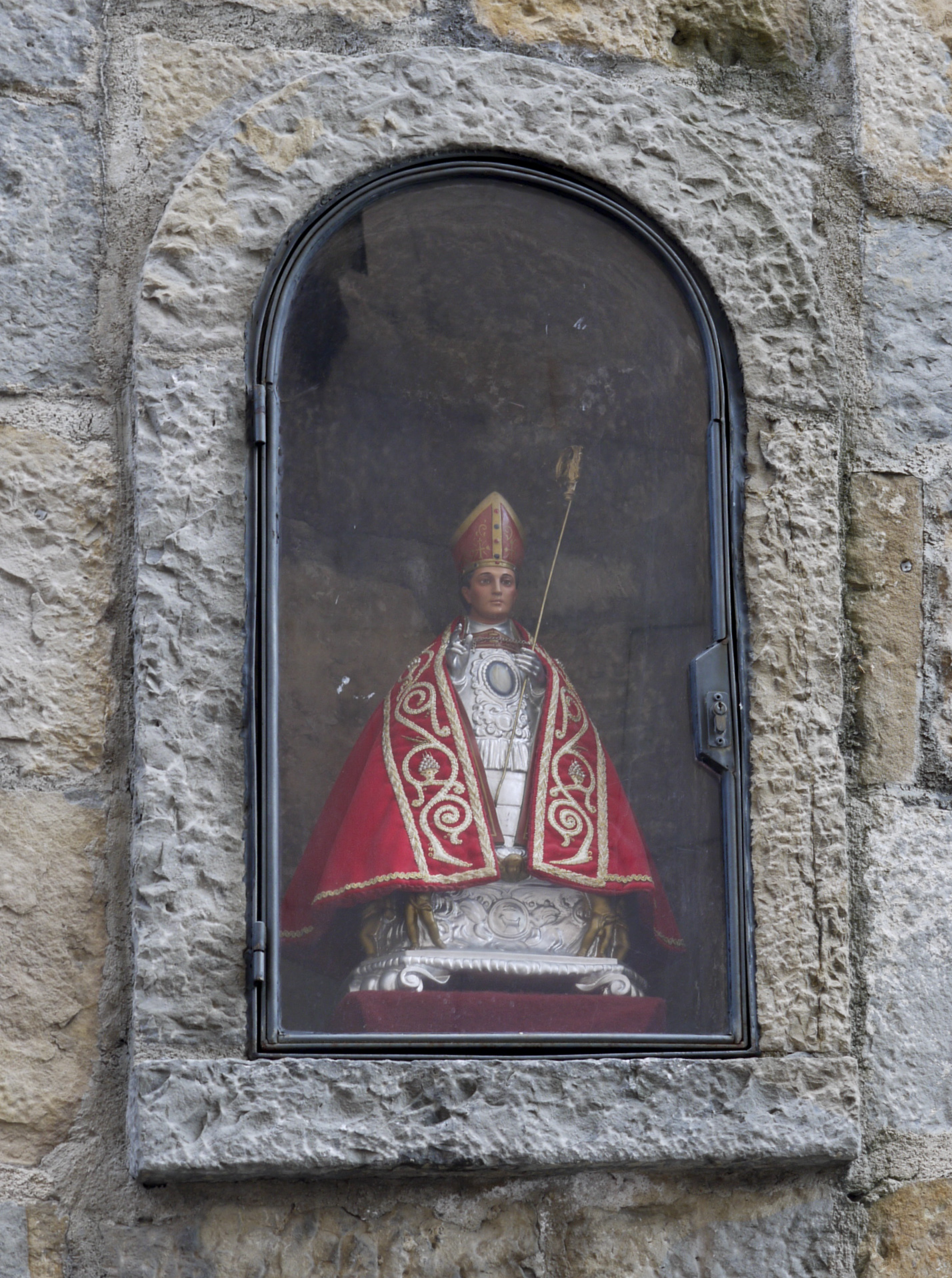
Nicho com imagem de São Firmino na Cuesta de Santo Domingo

Embora as festas terminem oficialmente na noite do dia 14, desde 1987 que na manhã do dia 15 se realiza evento não oficial muito concorrido: o encierro de la villavesa, uma paródia aos os verdadeiros encierros que decorre, como estes, às oito horas da manhã e segue o mesmo percurso, mas sem chegar à praça de touros. O evento foi uma ideia de um grupo de jovens pamplonicas que não se conformavam com o fim oficial das festas e decidiram prolongá-las por mais um dia. Depois de passarem a noite em claro pelas ruas da cidade, resolveram fazer um encierro à villavesa (autocarro) que subia a Cuesta de Santo Domingo (o primeiro troço do percurso dos encierros) às oito da manhã. Para evitar acidentes, as autoridades proibiram a circulação do autocarro, o que foi contornado pelos foliões fazendo usando uma camioneta carregada com bens destinados ao mercado municipal, situado numa transversal da Cuesta de Santo Domingo, ou outro veículo que passasse aquela hora. Desde 1997 que os touros ou a villavesa são substituídos por El Jotas, um ciclista também conhecido como "Espada de Indurain" por imitar o famoso ciclista navarro e a sua bicicleta, chamada "espada".
O evento é organizado pelo Movimento 15 de Julho e, como os encierros a sério, começa com um canto coletivo em homenagem a São Firmino às 7h45m, com a particularidade do santo ser substituído por folião embriagado disfarçado de São Firmino, que é empoleirado no nicho do santo a força de braços dos seus companheiros. Às 8h é lançado um foguete e o começa o encierro, no qual também participa o "Mono Charli" (Macaco Charli), uma figura disfarçada de macaco que representa um animal que viveu numa jaula no Parque da Taconera e que de lá desapareceu sem que fosse dada qualquer explicação à população. O Mono Charli representa as coisas que desapareceram dos Sanfermines. Em 2003 o Movimento 15 de Julho passou também a organizar uma "procissão" laica de São Firmino a seguir ao, onde a imagem do santo é substituída por um jovem disfarçado de santo que é levado em ombros e vai "abençoando" quem passa.

## Eventos diários

### Encierros

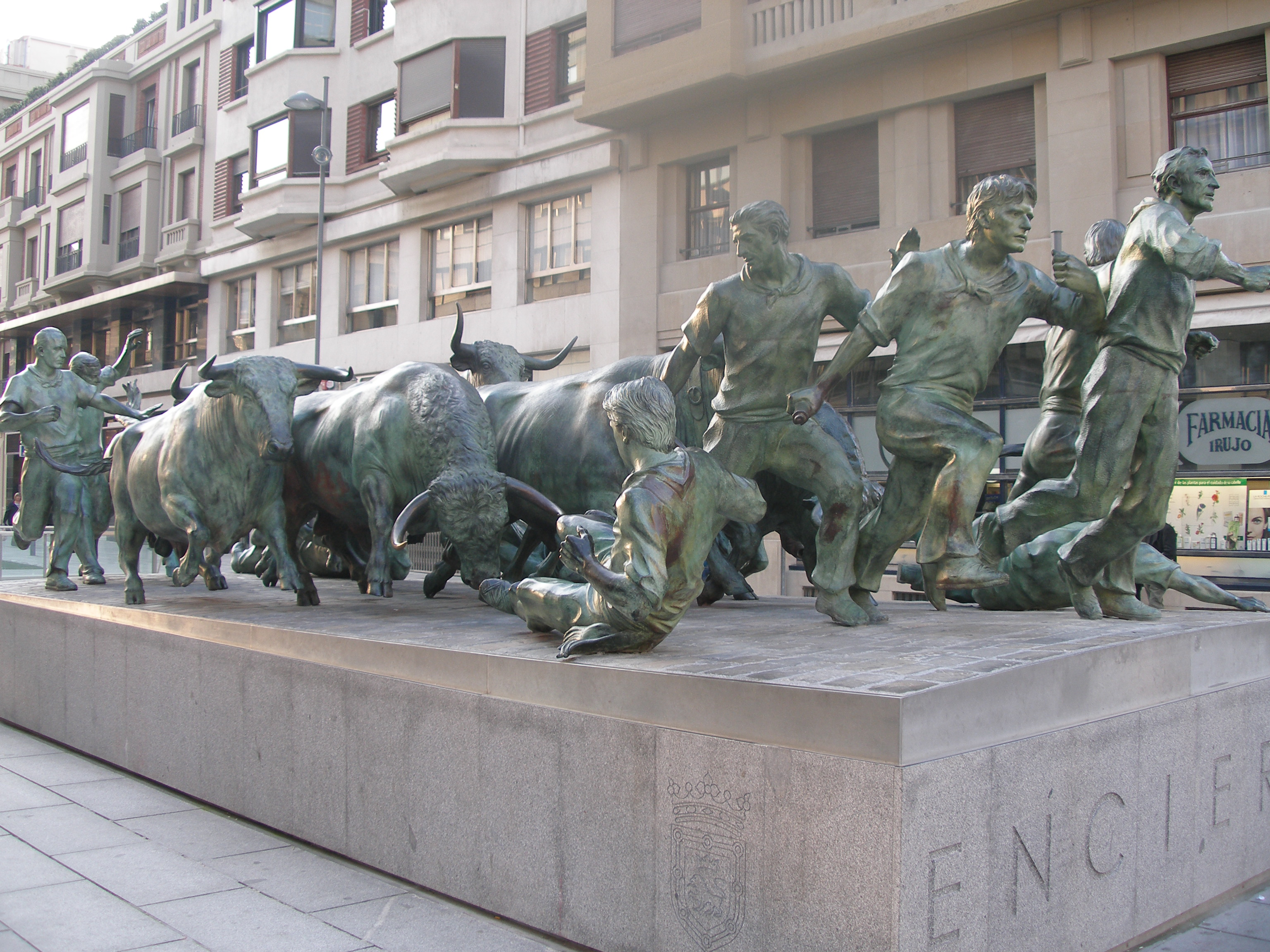
Monumento ao encierro, da autoria de Rafael Huerta

Os encierros  constituem provavelmente a imagem mais célebre internacionalmente dos Sanfermines. Realizam-se todas as manhãs entre o dia 7 e 14, envolvendo centenas de pessoas que correm à frente de seis touros e seis novilhos ao longo de um percurso de 849 metros nas ruas do centro histórico da cidade. Os animais passam a noite num local a pouca distância das traseiras do ayuntamiento e são encaminhados para a praça de touros, onde serão lidados durante a tourada que se realiza à tarde. A corrida dura apenas cerca de três minutos e começa com um foguete disparado às oito horas da manhã que anuncia a abertura dos currais. Antes de 1924, o início era às seis horas e entre 1924 e 1974 às sete horas.
Antes do início da corrida, os corredores juntam-se por baixo da pequena estátua de São Firmino colocada num nicho de um parede da Cuesta de Santo Domingo, uma rua ao lado do ayuntamiento, para cantar três vezes a canção “A San Fermín pedimos...”, com a qual pedem a proteção do santo, no início do percurso.

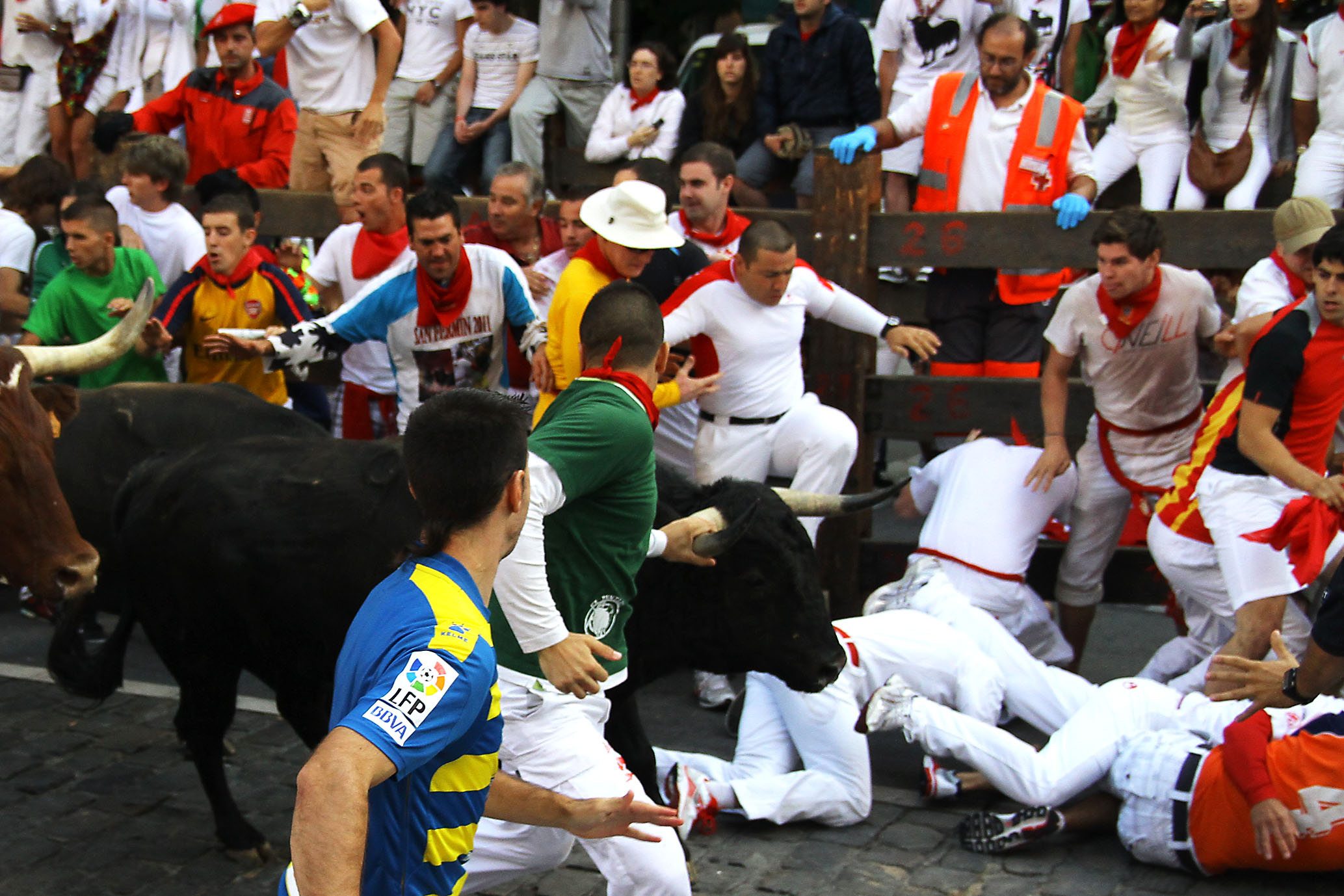
Encierro em 12 de julho de 2011

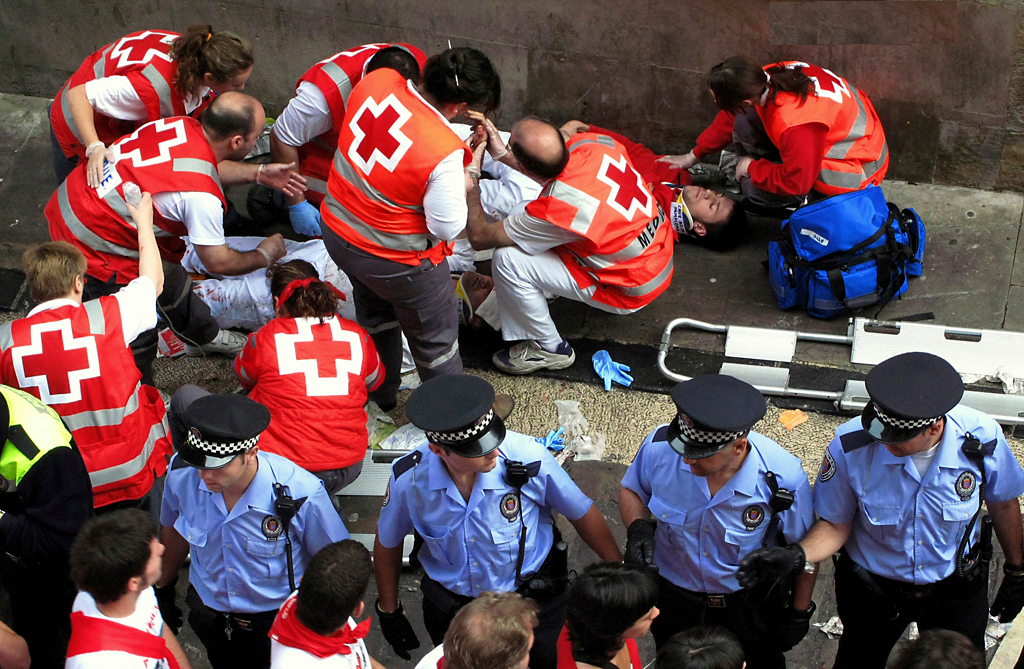
Dois feridos no encierro de 10 de julho de 2007 recebem assistência

A saída do último touro do curral é assinalada com outro foguete. Os seis touros de toureio são acompanhados por seis bois ou novilhos (geralmente brancas e castanhos) que os guiam para a praça de touros. Atrás seguem ainda outros três bois. Há alguns pastores que guiam os animais, que vestem camisolas verdes e seguram paus compridos. Quando todos os animais já estão na arena da praça de touros é disparado um terceiro foguete. Um quarto foguete é lançado para indicar que todos os touros já estão nos currais da praça e portanto a corrida terminou. Depois do encierro são soltas na arena vacas emboladas (com bolas nos cornos) para divertimento dos participantes e da assistência.
O percurso do encierro é basicamente o mesmo desde 1852, pois a antiga praça de touros situava-se perto de onde está a atual. Antes daquela data a corrida terminava na Praça do Castelo (atualmente passa ao lado dela). Embora seja evidente que a tradição tem origem na necessidade de mover os touros de fora da cidade para a praça de touros, não é claro quando as pessoas começaram a correr em frente deles. Por escritos de 1787 sabe-se que a tradição já existia então, mas desconhece-se desde quando. A tradição de cantar ao santo para pedir proteção começou em 1962.
Os encierros de 2013 tiveram a participação de 17 813 corredores, menos 13,8% do que no ano anterior, em que houve (20 669 corredores, o que dá uma média de quase 3 000 por dia. Em 2013 o número de corredores em cada encierro variou entre 3 900 no dia 7 e 1 394 no dia 14.
O encierro é um evento perigoso. Entre 1922 e 2009 morreram 15 pessoas durante a corrida e todos os anos ficam feridas entre 200 e 300 pessoas, a maior parte delas sem gravidade, apenas contusões devidas a quedas. Até 2013, a última morte no encierro ocorreu em 10 de julho de 2009.

### Touradas

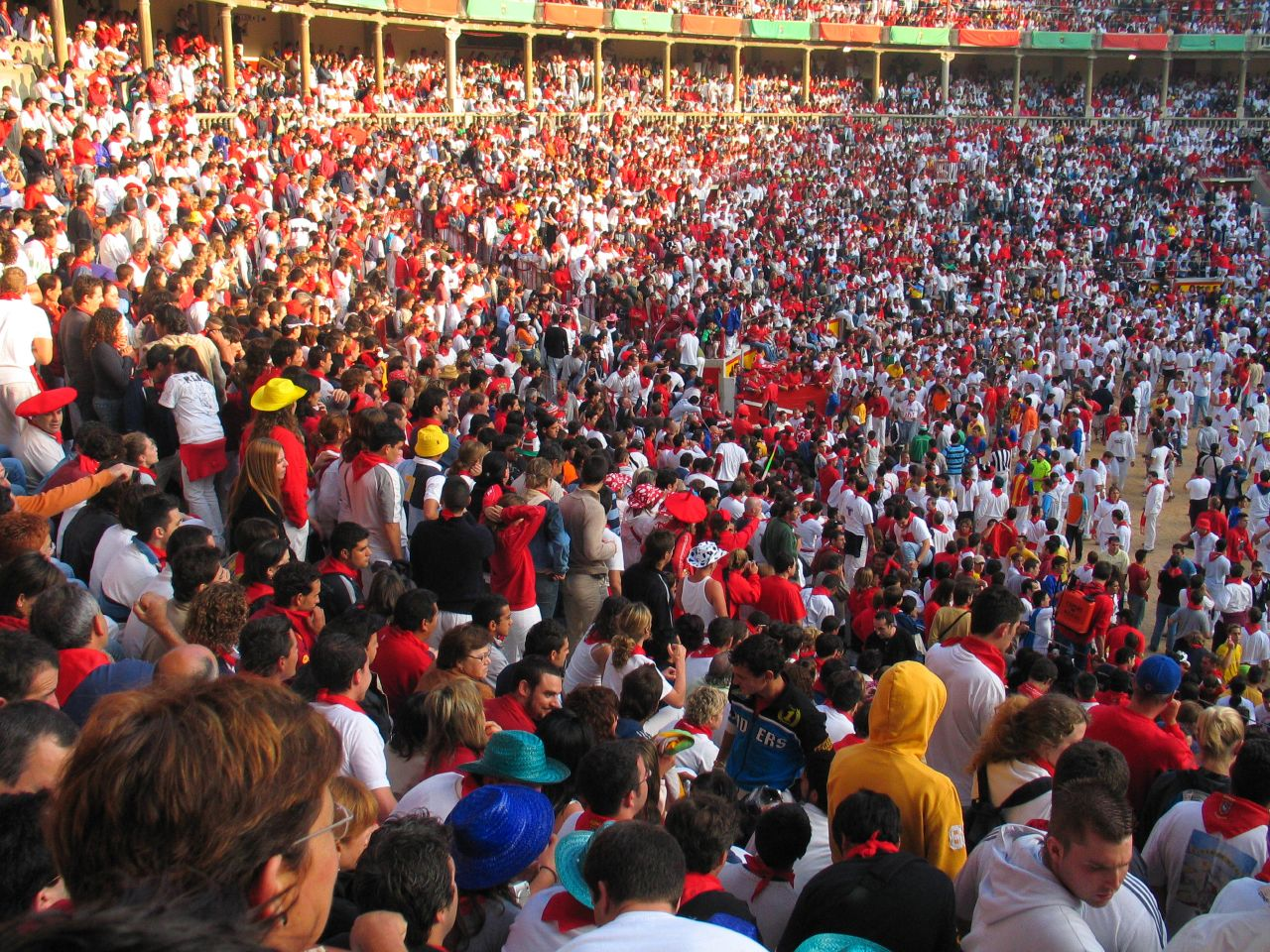
A praça de touros de Pamplona pouco antes do início da tourada de 9 de julho de 2005

Todas as tardes, às 18h30m, entre 7 e 14 de julho, há uma corrida de touros (tourada) na qual são lidados e mortos os seis touros que correram de manhã no encierro. Apesar da Praça de Touros Monumental de Pamplona, com lotação para 19 721 espectadores, ser frequentemente referida como a sendo a quarta maior do mundo em lotação, todos os dias enche completamente e é dificílimo conseguir bilhetes, pois 90% dos lugares são vendidos por assinatura, que todos os anos são renovadas com muita antecedência. Para conseguir comprar os poucos bilhetes é preciso esperar longamente nas filas das bilheteiras, que só vendem entradas para o dia seguinte.
Apesar das touradas em Pamplona remontarem ao século XIV e as de São Firmino se realizarem regularmente desde 1767, a cidade não tem grande tradição tauromáquica, pelo menos quando comparada com outros locais de Espanha, onde as touradas são muito mais populares e são levadas muito mais a sério por uma parte considerável da população. É muito raro haver touradas em Pamplona sem ser no São Firmino, apesar de muitos pamploneses serem aficionados de tauromaquia e a cidade contar com um clube taurino cujos membros acompanham todas as temporadas ao longo de todo o ano. A chamada Feria del Toro ("Feira do Touro"), da qual o ponto alto são as touradas, é organizada pela Casa da Misericórdia (popularmente conhecida como Meca) e os lucros obtidos destinam-se ao apoio a idosos.
Antes da corrida propriamente dita entram na arena dois cavaleiros com traje de alguacilillos, que dão a volta ao redondel em direções opostas. Quando se cruzam, toda a assistência grita "ai!". Segue-se o paseíllo, ou seja, o desfile de todos os toureiros que vão atuar na corrida acompanhados pelas suas quadrilhas, compostas por (bandarilheiros, peões, picadores (a cavalo) e mulas e os seus muleiros, que retiram da arena os touros mortos. Após este desfile começa a corrida propriamente dita, na qual três toureiros a lidam alternadamente seis touros — um toureiro lida o primeiro e quarto touros, outro o segundo e o quinto e o outro lida o terceiro e sexto.

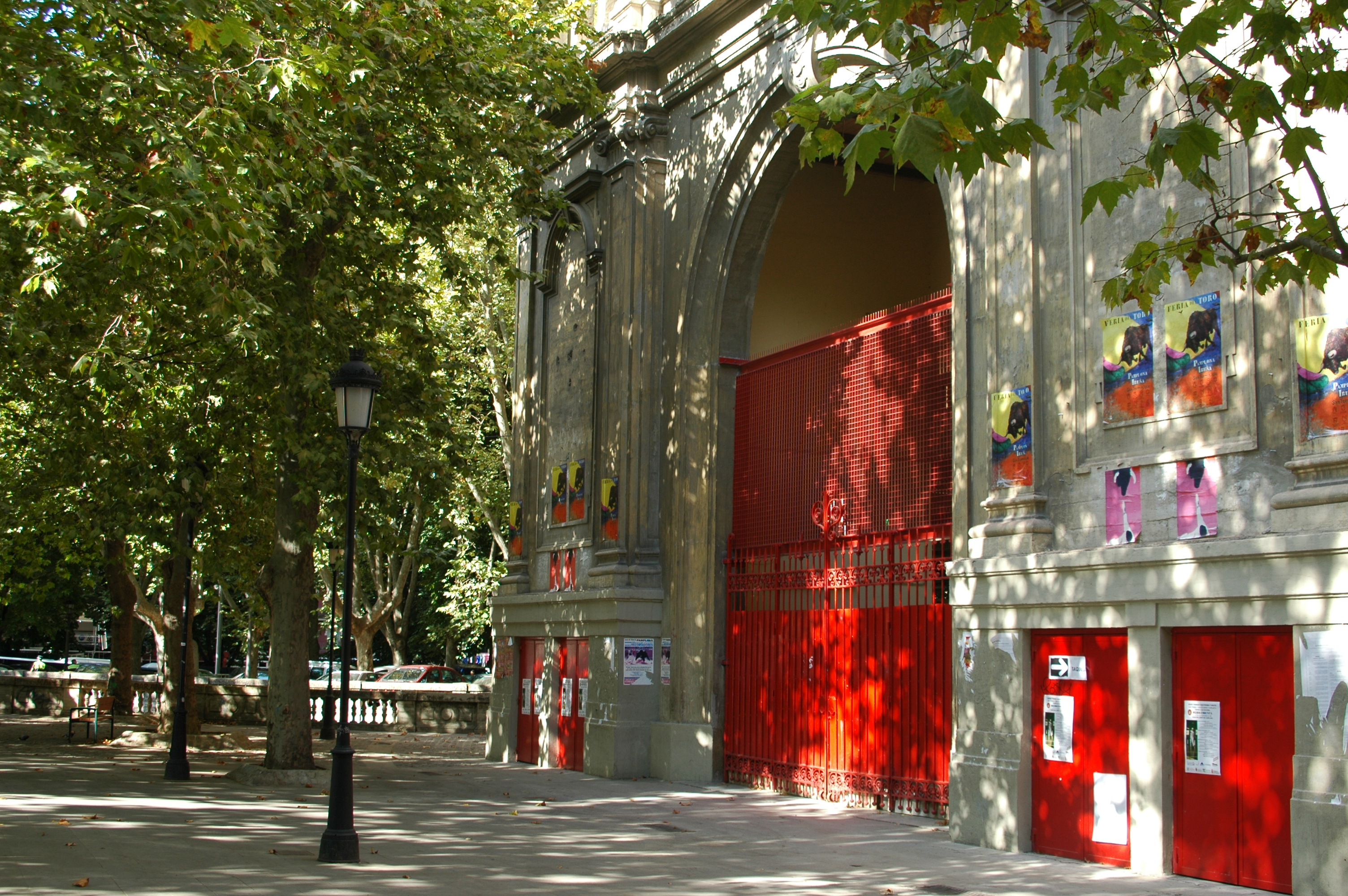
Exterior da praça de touros

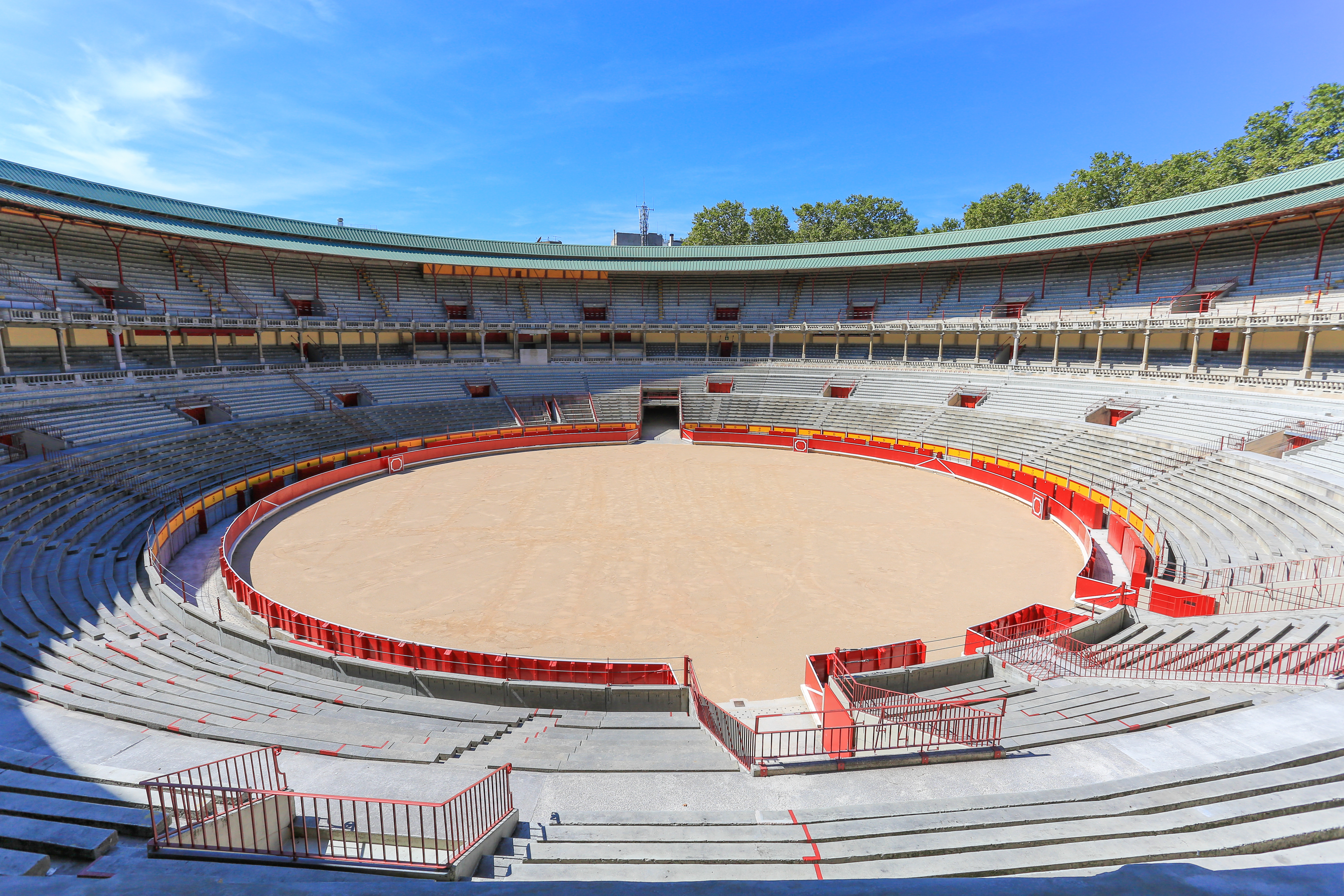
Interior da praça de touros

Além de um espetáculo taurino, apreciado pelos aficionados da tauromaquia, as touradas dos Sanfermines são também um espetáculo popular cheio de vida, cor e, como acontece com todos os acontecimentos festivos ou de convívio em Navarra, são acompanhadas com muita comida, bebida, cantos e alegria compartilhada com os amigos, usualmente com as suas peñas, quer sanfermineras quer taurinas. Os verdadeiros aficionados e aqueles que procuram mais calma, vão para os lugares à sombra, mais confortáveis e mais caros, enquanto que o resto dos espectadores vão para os lugares ao sol, onde a animação das peñas é por si só um espetáculo que concorre com os artistas que atuam na arena. Muitos dos que vão para as zonas de sol nem sequer são muito apreciadores de tourada, mas nem por isso deixam de ir todos os anos a todas as touradas para festejarem com os amigos aquilo que para muitos é o começo do dia (ou da noite) de festas. Diz-se que em Pamplona, além dos três terços (varas, bandarilhas e morte) e duas suertes (capote e muleta) em que tradicionalmente se divide uma tourada espanhola, há outra suerte, a da merenda, durante a qual ninguém nos lugares ao sol liga ao que se passa na arena. Após a morte do terceiro touro é a altura de abrir a merenda e assiste-se a um piquenique de enormes proporções.
No início de cada lide, no final e entre cada touro tocam 16 bandas de música e entre o público há gaiteiros e txistularis. As zonas de lugares ao sol, quase todas ocupadas pelas peñas, que reservam os lugares por assinatura, são as mais animadas das touradas. Ali são encenados de forma espontânea vários eventos coletivos que se tornaram clássicos das touradas dos Sanfermines: a chamada Eurovisão, a onda, a traineira (em que todos se põem a remar freneticamente), o rolo de papel higiénico, além de se cantarem os parabéns aos aniversariantes (sobre quem há o hábito de despejar o conteúdo de um copo tirado a alguém que esteja distraído), a eleição do alcaide do sol, entre muitos outros. Há também todo o tipo de improvisos. Apesar de toda a agitação e do muito álcool consumido, é raro haver incidentes. Um momento especialmente emocionante é o final da tourada do dia 14, a última das festas, quando os espectadores se recusam a abandonar a praça e dançam e cantam todo o repertório de música sanferminera.

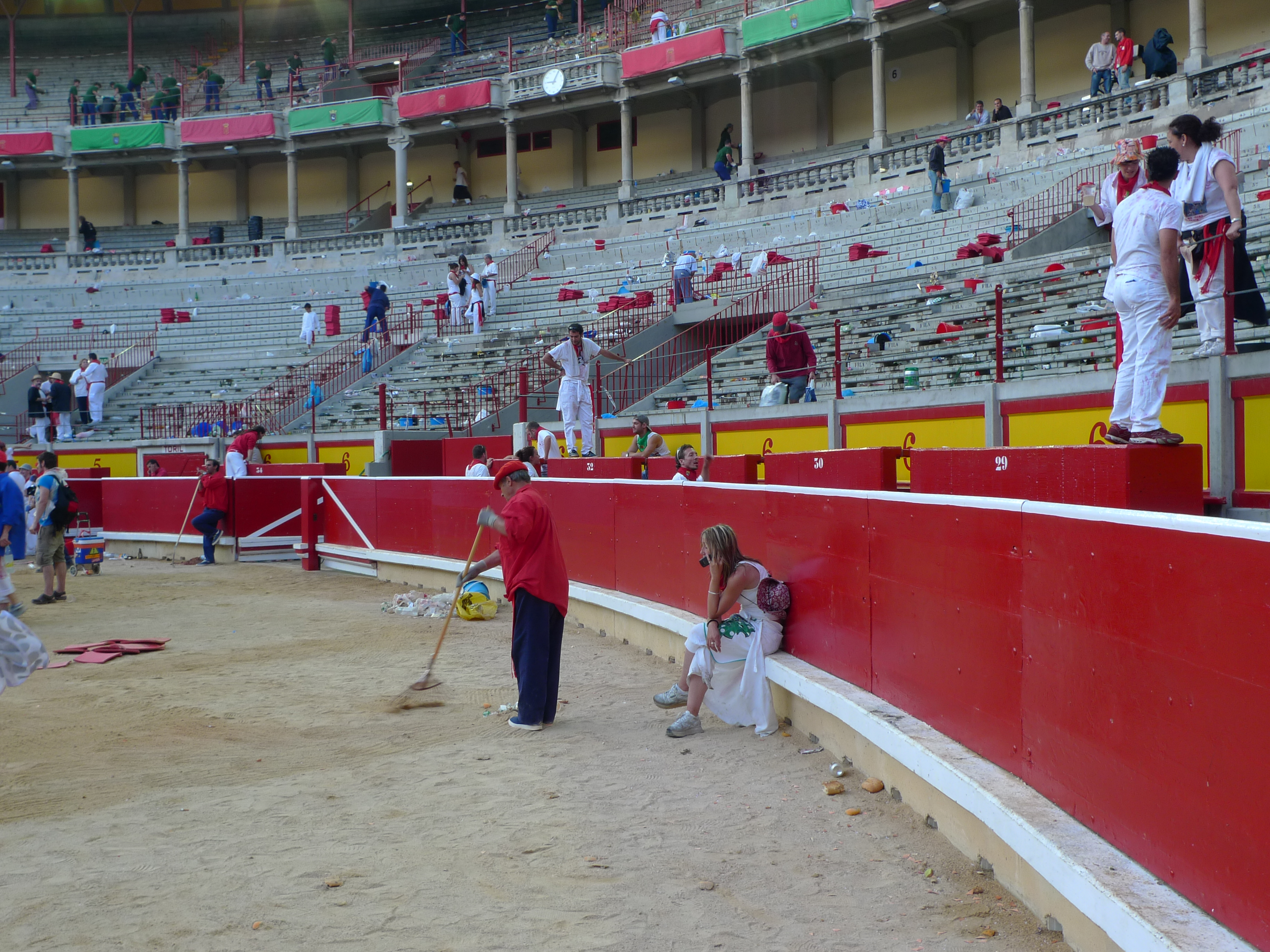
Limpeza da praça de touros após uma tourada

A tradição obriga que todos, quer os que vão para o sol quer os que vão para a sombra, levem bebida e comida (a merienda) para a tourada. As bebidas consomem-se continuamente, com o pretexto de ajudar a suportar o calor, desde que se entra na praça, se não antes. A bebida mais clássica é a sangria, que é algo que, ao contrário do que muitos estrangeiros julgam, raramente se consome em Pamplona sem ser nos Sanfermines, mas há também todo o tipo de mistelas, como kalimotxo (vinho com cola) ou bebidas mais requintadas como rosé e espumante. A merenda pode ser desde uma simples sanduíche até verdadeiros banquetes com dois pratos, entradas de pastéis, gelado e café irlandês. Algumas pessoas têm o hábito de levar marisco. A merenda é transportada em grandes recipientes, tanto por razões práticas, quer "pa que se vea" ("para que se veja"), pois «isso é muito importante nos Sanfermines».
A comida não é apenas para ser comida, é também para partilhar, seja com os amigos, seja com os desconhecidos que estão por perto, e as merendas são muitas vezes um verdadeiro mostruário da rica gastronomia popular navarra. E quem, por não conhecer as tradições ou por não ter condições, não leva merenda, quase certamente que comerá na mesma pois haverá quem lhes ofereça comida. A generosidade aumenta à medida que a corrida avança e a excitação aumenta e é frequente que a partilha de comida se faça pelos ares, chegando a improvisar-se jogos com isso. Depois da tourada, os restos destas batalhas campais de comida são recolhidos por uma multidão de punks.

### Oapartadoe asmulillas
O apartado é um evento com uma componente social que faz parte dos preparativos de todas as touradas tradicionais espanholas. Consiste em "apartar", ou seja distribuir os touros pelos toureiros através de um sorteio. Os apartados dos Sanfermines realizam-se todos os dias de festa das 10h às 13h e para assistir a eles é necessário comprar entradas, que se vendem nas bilheteiras da praça de touros. A entrada é feita pela porta do pátio dos cavalos.
O nome de "apartado" vem do facto dos touros, que estão no touril da praça desde o encierro serem separados após o sorteio, para que fiquem mais calmos até à corrida. São sorteados três lotes de dois touros cada um, um lote para cada matador, tentando equilibrar as qualidades e defeitos dos animais. Por cada lote é posta uma rifa no chapéu de maioral (vaqueiro) e essas rifas são retiradas por ordem de antiguidade dos toureiros — o lote da primeira rifa é atribuído ao toureiro mais velho e o da última é atribuído ao toureiro mais novo. Ao ato assistem os toureiros e numerosas personalidades — políticos, artistas, aficionados famosos, etc. É um evento tradicionalmente seleto, com laivos aristocráticos, que segundo alguns está desvirtuado por se ter massificado. Durante o apartado é tradição ir ao bar tomar um fino (copo de xerez), que pode ser acompanhado por um petisco pouco usual, pelo menos para os estrangeiros: criadillas, ou seja, testículos de touro, supostamente dos animais mortos na tourada da véspera, cozinhados à moda local.
Todos os dias às 17h30m juntam-se na Praça do Ayuntamiento as mulillas, ou seja, as mulas que durante a tourada recolhem os touros mortos da arena, que depois seguem em cortejo até a praça de touros. O cortejo é acompanhado por música da banda La Pamplonesa e é encabeçado pelos cavaleiros que abrirão a tourada, vestidos de alguacilillo do século XVII. Atrás deles seguem dois grupos de mulas com jaezes coloridos, bandeirolas e guizos, conduzidas por 14 muleiros. Muitas das pessoas que assistem ao cortejo têm o hábito de tomar bebidas ao longo do trajeto, nomeadamente no Café Iruña (na Praça do Castelo) e no bar Monasterio (na Rua Espoz y Mina).

### Música
Durante as festas há música ao vivo por toda a cidade, tocada nas ruas ao longo de todo o dia e principalmente à noite por grupos de todo o tipo que tocam de forma mais ou menos organizada, quando não espontaneamente. Há também espetáculos organizados e festivais de música, alguns grátis e outros pagos. Ouve-se todo o tipo de música, desde a tradicional navarra e basca, como a peculiar txalaparta, até música tradicional da Europa de Leste, africana, andina, rock moderno e antigo, etc. De manhã há também concertos e recitais de música de cariz mais erudito.
Não obstante a variedade de géneros musicais, a música do São Firmino por excelência é a das charangas, as bandas de metais e bombos que percorrem as ruas durante as festas a música tocada pelos músicos das peñas. Os hinos das peñas são as músicas mais populares e são cantadas com uma energia inesgotável de dia e de noite, sobretudo quando estas saem ou durante as touradas. Entre outras canções tipicamente sanfermineras constantemente ouvidas incluem-se o “Riau-riau”, “El carrico del helao”, “Quinto levanta, tira de la manta”, além de inúmeras outras. O fundo sonoro das festas são os cantos com voz grossa e os bombos. As peñas percorrem a parte velha da cidade todos os dias exceto no dia 6 à noite, principalmente a Rua Jarauta e suas vizinhanças, até altas horas da noite, arrastando toda a gente a dançar. À música das peñas juntam-se as bandas contratadas ou subsidiadas pelo ayuntamiento, que embora seja do mesmo género e melhor tocada, geralmente não tem a carga de animação contagiante das peñas.
Nos bares também há música ao vivo de todos os géneros, quer de noite quer de dia. Os géneros são variadíssimo — rock, pop, folk local e estrangeiro, jazz, valsa, as horteradas mais em moda no momento, música basca, gaitas, chun-chun peñero (música de peñas), além das sempre presentes jotas, cantadas e dançadas a toda a hora. Nos últimos anos, a salsa e outros ritmos caribenhos são também muito populares.

### Banda La Pamplonesa e asdianas
A principal banda das festas é La Pamplonesa, que atua todos os dias de festa e nos eventos oficiais mais importantes, como a procissão e nas touradas. Financiada pelo ayuntamiento, foi fundada em 24 de setembro de 1919 e atuou pela primeira vez duas semanas depois, percorrendo as ruas tocando um pasodoble e uma jota. Atuou pela primeira nos Sanfermines em 1920, participando em todos os eventos de rua.

Levántate, pamplonica
levántate dando un brinco
porque han dado ya las cinco
y el encierro es a las seis,
y aquél que no se levante
ni esté en la calle Estafeta,
que se vaya a la "cuneta"
porque es un mal pamplonés".

Todos os dias, o primeiro evento das festas é a diana (toque de alvorada) — La Pamplonesa, acompanhada por bandas militares e grupos de gaiteros e de txistularis, percorre algumas ruas do centro histórico entre as 6H45m e as 7h30m tocando peças do repertório sanferminero, acompanhada por muitos espectadores que dançam e cantam. Todos os dias o percurso é diferente, embora seja sempre iniciado e terminado em frente ao ayuntamiento. Nas dianas assiste-se a uma mistura curiosa entre os foliões tropegos que passaram a noite na farra, os que vão a correr no encierro e gente "geralmente de aspeto mais limpo", os madrugadores, alguns com acompanhados pelas famílias, incluindo crianças.
As dianas são uma tradição com mais de cem anos, sugeridas pelo jornal El Eco de Navarra. As primeiras realizaram-se em 7 de julho de 1876, animadas apenas pela banda da Meca (nome popular da Casa da Misericórdia). Dois anos mais tarde, juntou-se à banda da Meca a banda militar do Regimento de Gerona e em 1880 juntaram-se outras bandas militares. O núcleo central do repertório atual das dianas data do início do século XX e é constituído por melodias anónimas, com ritmo alegre, de origem militar, orquestradas por Silvano Cervantes, o primeiro diretor da Pamplonesa. Algumas composições tornaram-se conhecidas fora de Pamplona, como a “Quinto levanta, tira de la manta”.

### Outros eventos diários
Desfiles e danças de gigantones e cabeçudos

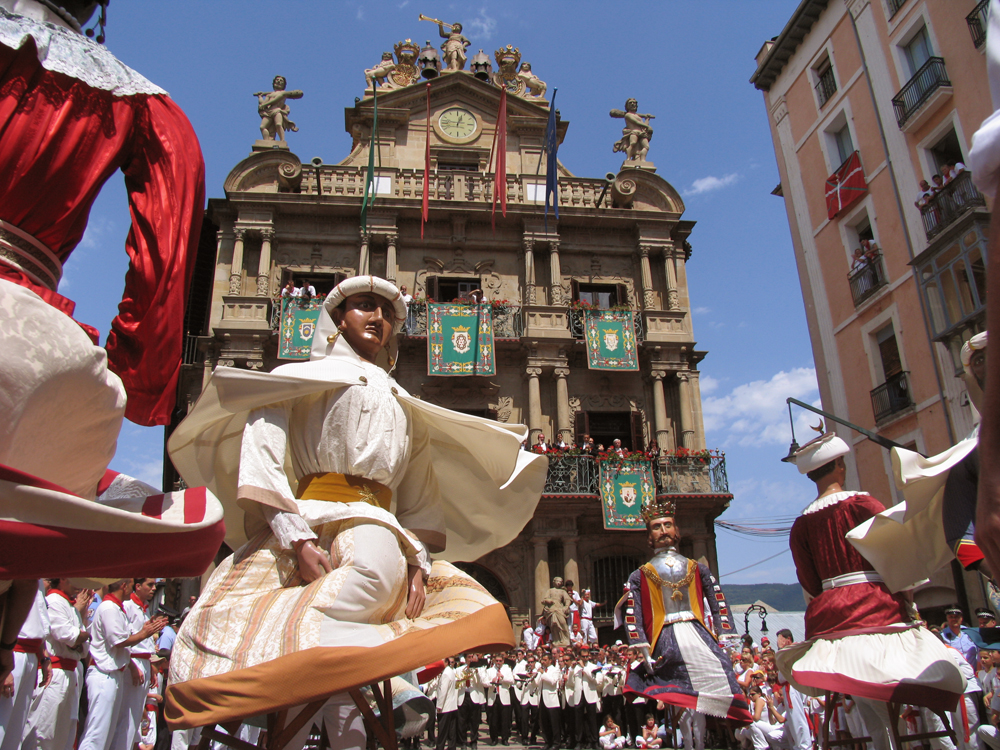
Dança de gigantones na Praça do Ayuntamiento

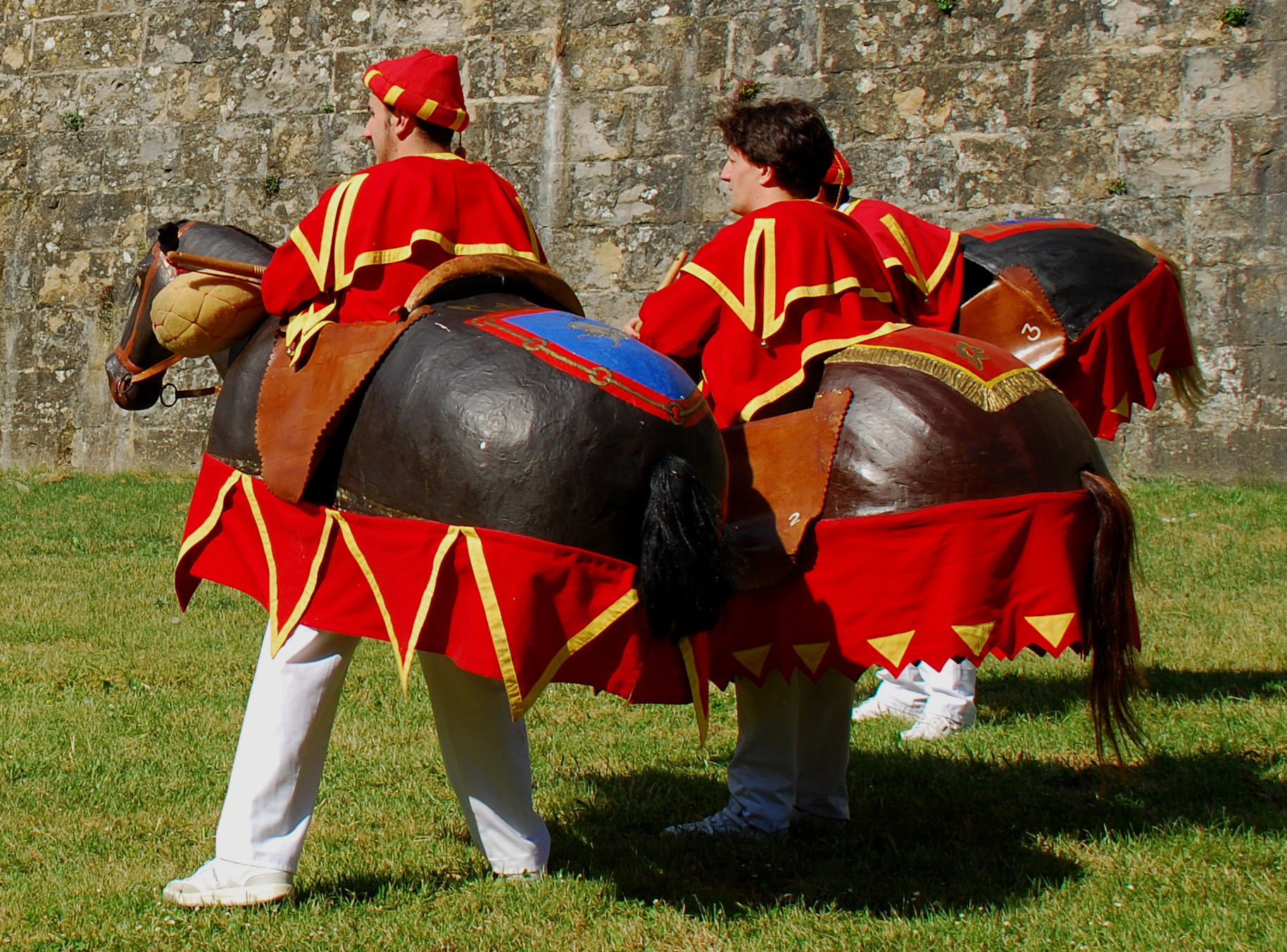
Zaldikos

Todos as manhãs de festa há um desfile da comparsaria de gigantones e cabeçudos, cujos bonecos têm mais de 150 anos. Os oitos gigantes foram realizados pelo pintor e artesão pamplonês Tadeo Amorena em 1860 e representam quatro casais de reis e rainhas de quatro raças e continentes (Europa, Ásia, América e África). Têm cerca de quatro metros de altura e são carregados por um dançarino dentro de uma estrutura de madeira. Durante o desfile são feitas paragens durante as quais os gigantones dançam ao som de música tradicional tocada pelos Gaiteros de Pamplona-Iruñeko Gaiteroa, que também acompanham o desfile. Além dos reis, há mais 17 figuras — 6 kilikis, 5 cabeçudos e 6 zaldikos, — realizadas em várias alturas entre 1860 e 1941. Os kilikis e os cabeçudos são figuras humanas de aspeto caricatural, que são carregadas como enormes máscaras. Enquanto os cabeçudos se limitam a preceder os gigantones e a acenar ao espectadores, os kilikis correm atrás das crianças e batem-lhes com um bastão de espuma. Os zaldikos são figuras que representam cavalos com os seus cavaleiros; também correm atrás das crianças com bastões de espuma.
A comparsaria faz parte do imaginário infantil e recordações de infância de todos os pamploneses, se bem que muitas crianças se amedrontem com os figurões. Os gigantones e demais figuras despedem-se das festas no dia 14, na chamada Despedida dos Gigantes, na estação de autocarros às 14h, um momento muito emocionante, principalmente para as crianças, que acorrem aos milhares para verem o último baile dos bonecos gigantes. É raro a comparsa aparecer em público fora dos Sanfermines, à exceção de alguma visita fora de Pamplona ou em eventos muito especiais.
Desportos tradicionais
Todas as manhãs há mostras e torneios de jogos tradicionais bascos na Praça dos Forais (Plaza de los Fueros), uma praça quadrada perto da cidadela; no passado essas atividades decorriam na praça de touros. Os desportos incluem harri-jasotze (levantamento de pedras), aizkolaritza (corte de toros de madeira), lasto altxatze (levantamento de fardos de palha), lasto botatzea (lançamento de fardos de palha), txing erute (corrida com pesos 50 kg em cada mão), lokotx biltzea (recolha de maçarocas), etc. Durante as festas realiza-se também um prestigiado torneio de jai alai, uma variedade de pelota basca, cujos jogos ocorrem num dos frontóns (campos de pelota basca) de Pamplona a partir de 17 de junho. Os jogos são frequentemente motivo de apostas.
Fogo de artifício
Todas as noites há um espetáculo de fogo de artifício no parque da cidadela. Sabe-se da existência de fogos de artifício durante os Sanfermines pelo menos desde 1595. Desde 2000 que é realizado um concurso internacional de fogo de fogo de artifício. Os espetáculos atraem milhares de pessoas, que enchem a relva do parque em volta da cidadela.

## O trajesanferminerooude pamplonica

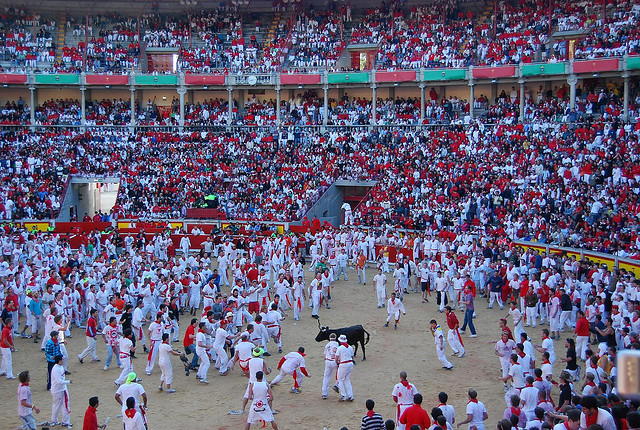
Praça de touros pejada de pamplonicas vestidos de branco e vermelho

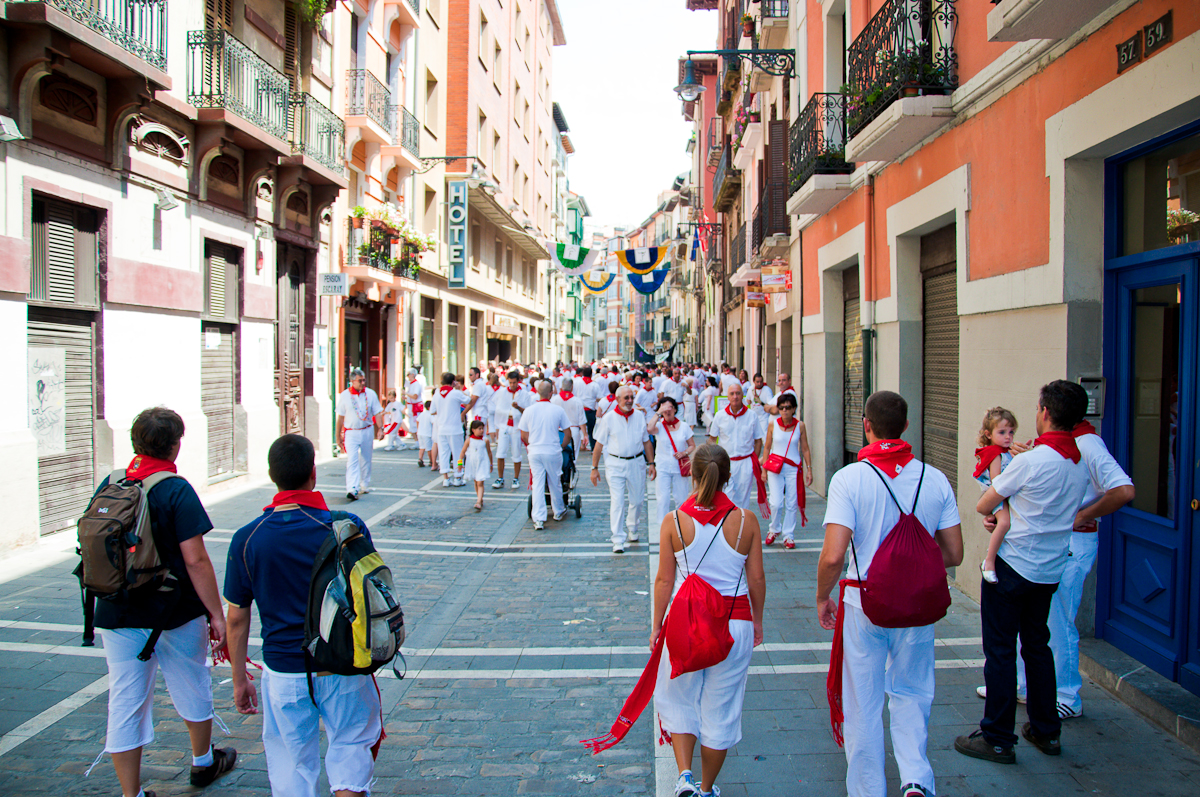
Uma rua do centro histórico durante as festas — repare-se como não há ninguém que não tenha pelo menos um lenço sanferminero e praticamente toda a gente veste de branco e vermelho.

Manda a tradição, que apesar de não ser tão antiga como isso, é respeitada pela esmagadora maioria, que se vá para as festas vestido de pamplonica, ou seja, de camisa e calças ou saia brancas, com um lenço ao pescoço e com uma faixa vermelha na cintura, geralmente com franjas. Este costume é respeitado tanto por pamploneses como pelos muitos forasteiros e estrangeiros que acorrem aos Sanfermines. É também tradição calçar alpercatas de pano brancos com sola de esparto, que são atados com fitas vermelhas no fundo das pernas, mas isso tem vindo a ser abandonado em favor de calçado desportivo mais confortável. Quando o tempo está mais frio, é tradição que se vista um casaco vermelho. O traje é também chamado o "uniforme das festas". O mesmo tipo de roupa é muito comum nas festas da zona central e meridional de Navarra. O lenço ao pescoço é quase sempre vermelho, muitas vezes com a figura de São Firmino bordada ou com o escudo de Pamplona ou de Navarra, mas os membros de algumas peñas usam outras cores e o emblema da sua peña — os da peña La Única são verdes e os das peña La jarana e El Txako são azuis.
As multidões vestidas de branco e vermelho produzem um forte efeito visual, algo que provavelmente também está na origem da adoção do traje. Não se sabe exatamente como começou a tradição, mas há várias teorias. Para alguns, quem criou o traje sanferminero foram os sócios da peña La Veleta. Esta peña, fundada em 1931 por gente humilde, na sua maior parte operários, pretendiam ter uma espécie de uniforme que os identificasse e os distinguisse de outras associações. Uma vestimenta branca era fácil de conseguir e acessível a todas as bolsas, além de que, com os adereços vermelhos, ser muito vistosa e chamativa. Isso deve ter ajudado a popularizar o traje, que se estendeu ao resto das festas, tendo-se generalizado o seu uso na década de 1960. Há estudiosos que relacionam o traje de pamplonica com a roupa dos txistularis (flautistas) de Biarritz, embora estes usem uma boina vermelha, com os joteros que atuavam no Teatro Gayarre nos anos 1930, ou ainda com os pelotaris (jogadores de pelota basca).
Uma peça de grande importância no vestuário sanferminero é o lenço, que na sua versão mais usada, vermelha, é o emblema das festas pamplonesas — «é imprescindível para se integrar plenamente no ambiente sanferminero». A tradição manda que se coloque ao pescoço pouco depois do chupinazo que inaugura as festas, nunca antes, e que se retire após o “Pobre de mí”, a última celebração das festas. O seu significado e simbolismo é controverso, havendo várias versões. Ao certo sabe-se que a sua tradição é anterior ao traje branco. O vermelho do lenço poderá ser uma recordação do martírio de São Firmino, simbolizando o sangue do santo. Nas cerimónias religiosas em honra de santos que foram mártires, os padres costumam vestir-se de vermelho e o lenço poderia traduzir esse costume.
Outra teoria é de que o vermelho evoca uma grande epidemia de peste que assolou a cidade em 1599, que causou a morte a um terço da população. Como remédio era posto sobre o peito dos doentes um emblema com a representação das Cinco Chagas de Cristo. Para alguns, o lenço vermelho simboliza essas chagas, que teriam surtido algum efeito contra a peste, um acontecimento que desde então é celebrado em Pamplona todas as quintas-feiras santas com o nome de "Voto das Cinco Chagas". Outras teorias é que o vermelho representa a cor da bandeira de Navarra ou que o vermelho é supostamente a cor de incitamento dos touros. Contudo, é fortemente desaconselhado o uso da faixa da cintura e do lenço nos encierros, pois são peças nas quais os cornos dos animais ficam presas com facilidade.

## Sanfermin Txikito
No fim de semana mais próximo do dia de São Firmino, 25 de setembro, decorre outra festa dedicada ao santo, chamada Sanfermin Txikito ("São Firmino Pequeno"). Embora de muito menores dimensões e com muito menos fama, há muito farra, desfile da Comparsa de Gigantones e muita gente veste-se de pamplonica. A festa celebra o martírio do santo, que foi decapitado naquele dia em Amiens. A Capela de São Firmino na Igreja de São Lourenço é engalada e lá se realiza uma novena que culmina com uma missa no dia 25.
O Sanfermin Txikito é igualmente a festa da zona do Casco Viejo (centro histórico) conhecida como San Fermín de Aldapa oum simplesmente Aldapa. Há dois programas de festa, um organizado pela Comissão de Festas do Casco Viejo e outra pelo ayuntamiento de Pamplona.
Nesta festa não há a tradição de organizar encierros nem touradas. Nos início da década de 1990 houve encierros (no dia 22 em 1991, nos dias 19 e 20 em 1992 e nos dias 25 e 26 em 1993), mas o hábito não pegou. A festa de Sanfermin Txikito que ficou mais célebre foi a de 1978, quando os encierros e touradas normalmente realizadas em julho ocorreram em setembro devido ao facto dos Sanfermines terem sido suspensos na sequência de graves distúrbios da ordem pública, que envolveu cargas policiais durante a tourada de 8 de julho e nos quais houve muitas dezenas de feridos e um morto.

## Festas de São Firmino fora de Pamplona

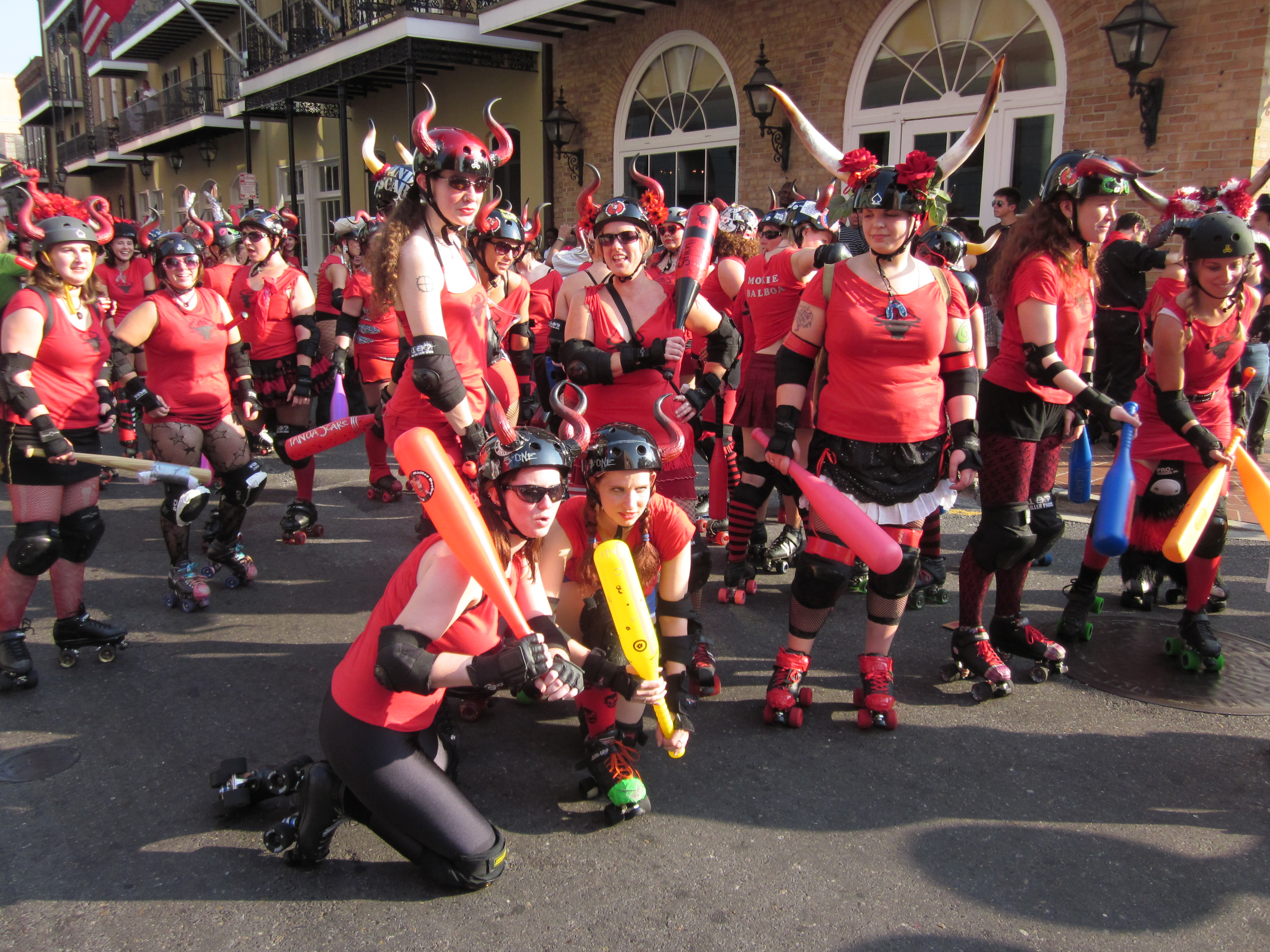
San Fermin em Nova Orleães em 2010

Em vários locais do mundo há festas que tentam imitar o ambiente festivo único dos Sanfermines de Pamplona. Na maior parte destas festas o ponto alto é a recriação de encierros, mas por vezes há outras atividades importantes. Uma dessas festas bastante famosa é o "Annual Running of the Bulls!" que se realiza em Palo Alto, Califórnia, que consiste numa corrida de cinco quilómetros com as pessoas disfarçadas de São Firmino e de touros. Outra paródia de encierro nos Estados Unidos é o "Dewey Beach Running of the Bulls", em Delaware, recomendado pelo guia de viagens do Washington Post e que tem a vantagem sobre os originais de se realizar na praia e os touros serem de peluche.
Mas a maior festa de São Firmino fora de Pamplona é o Nola Bulls, que se realiza todos os anos em Nova Orleães, Estados Unidos desde 2006. No encierro do Nola Bulls participaram 14 000 pessoas em 2013. Este encierro tem a particularidade dos "touros" serem jovens patinadoras (os chamados Roller Bulls) que perseguem os corredores vestidos de pamplonica e que batem nos que apanham. Apesar de haver muito mais "touros" do que em Pamplona — em 2013 havia 350 — e de alguns corredores considerarem ser uma honra ser sovado pelos "touros", não há registo de feridos. Além do encierrro, o Nola Bulls tem também um chupinazo, que em vez de lançamento de foguetes consiste num jantar preparado por chefs selecionados e termina com um espetáculo intitulado Pobre de Mí. Em alguns anos houve também uma procissão a fingir. Fiel aos usos pamploneses, e para que a recriação do ambiente sanferminero seja o mais fiel possível, todas as atividades do Nola Bulls começam e acabam com em bares, com muita bebida e comida.